# Военная история Австралии
Военная история Австралии началась 220 лет назад с Австралийских пограничных войн между аборигенами и европейцами и продолжается до конфликтов в Ираке и Афганистане в начале XXI века. Австралия принимала участие во многих военных конфликтах, которые влияли на австралийское общество и его национальную идентичность, включая дух АНЗАКа. Отношение австралийского общества к войнам формирует его стратегическую культуру и взгляд к проблемам безопасности.
Являясь британской колонией, Австралия принимала участие в мелких войнах XIX века, а после того как получила независимость, была втянута в Первую и Вторую мировую войны, после в Корейскую, Малайскую, Вьетнамскую войны и индонезийско-малайзийскую конфронтацию на протяжении Холодной войны. По прошествии поствьетнамской эры благодаря ООН силы Австралии участвовали в многочисленных международных миротворческих операциях, включая Персидский залив, Руанду, Сомали, Восточный Тимор и Соломоновы Острова. В итоге, в ходе этих конфликтов погибло 103 000 австралийцев.

## Война и австралийское общество

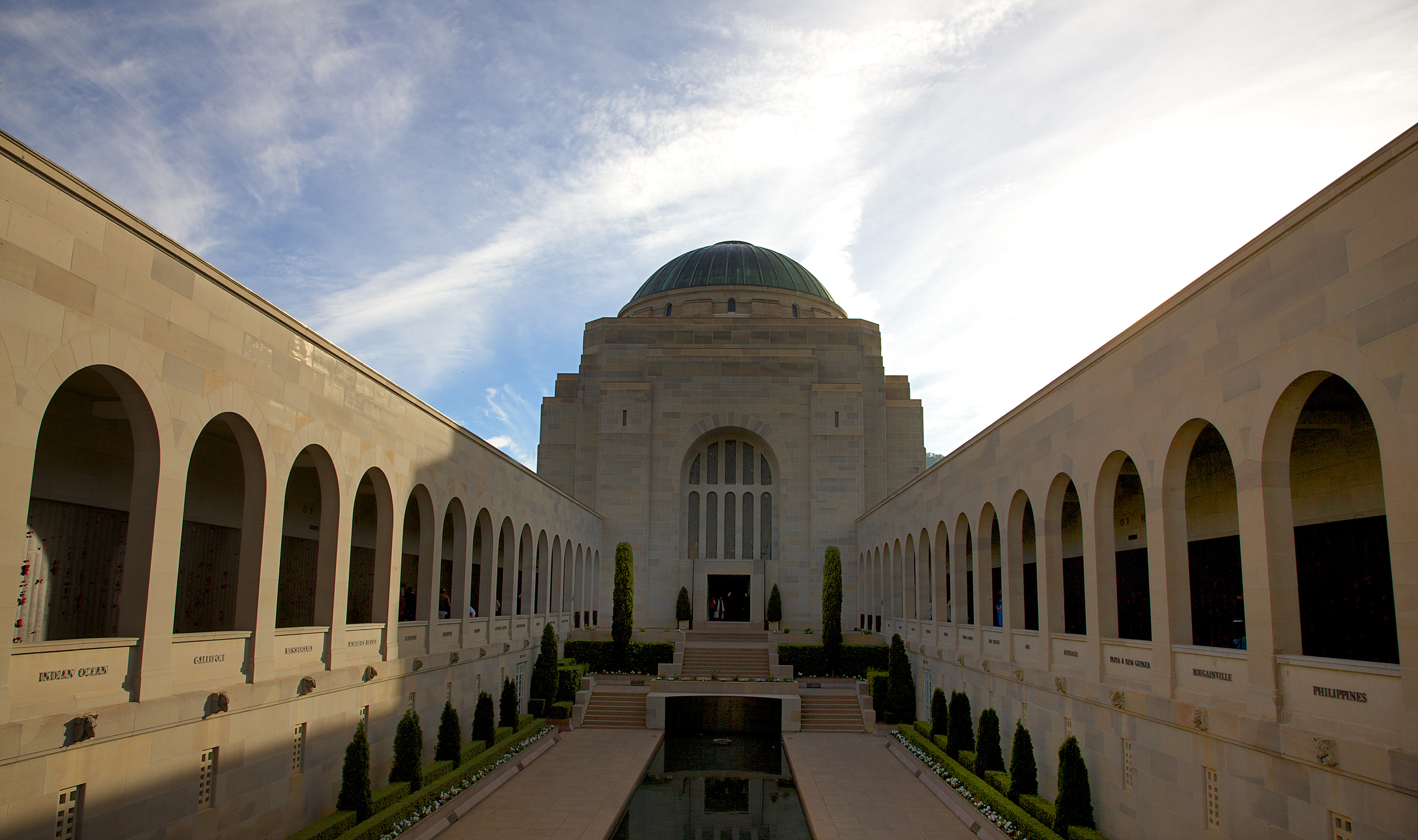
Внутренний двор Австралийского военного мемориала, расположенного в Канберре. Около 877 000 человек посетило этот мемориал в 2009—2010 годах, ещё 204 000 побывали на его передвижных выставках.

На протяжении большей части прошлого века период воинской службы являлся одним из самых важных в жизни австралийских мужчин и, несмотря на отсутствие крупных военных конфликтов на протяжении второй половины XX века и то, что в наше время армия становится более профессионализированной, она продолжает влиять на австралийское общество. Участие в войнах оказывало определяющее влияние на историю Австралии, в то время как основная часть национальной идентичности строится на идеализированной концепции австралийского опыта в войнах. Эти идеалы включают в себя понятия выносливости, смелости, изобретательности, чувства юмора, ларрикизма, эгалитаризма, товарищества; черты, которые, согласно распространённому убеждению, определяли поведение солдат, принимавших участие в Галлиполийской кампании Первой мировой войны. Дарнаделльская операция стала одним их первых событий, продемонстрировавших международному сообществу самостоятельную Австралию и её солдат; событие, рассматриваемое как ключевое, на пути формирования австралийского национального самосознания.
Отношение австралийского общества к военным конфликтам сформировалось из более прочной стратегической культуры: бандвагонинга (в политических отношениях — примыкание слабых государств к более сильным в рамках политического баланса сил) и экспедиционных войн. Австралийская оборонная политика была тесно связана с британской до японского кризиса 1942 года, после которого был подписан Тихоокеанский пакт безопасности с США, гарантировавший безопасность Австралии. Возможно, этот пакт бандвагонинга (полезный для общих ценностей и убеждений, а также более прагматичных интересов к безопасности) помог установить, что австралийская стратегическая политика часто определялась отношениями со своими союзниками. Тенденция австралийцев к стратегической самоудовлетворённости стала очевидной ещё и потому, что они часто неохотно думали о вопросах обороны и выделений ресурсов до возникновения каких либо конфликтов, что является исторической чертой, показывающей неподготовленность к крупным военными конфликтам.
Реалистическая и либеральная парадигмы международных отношений, концепция национальных интересов и ещё несколько важных тем также очевидны в австралийском обществе и политике. Несколько тем включают в себя следующее: принятие государства как ключевой фигуры в международной политике, централизованное понятие Вестфальского суверенитета, вера в значимость и законность применения вооружённых сил как гаранта безопасности, предложение о том, что статус-кво в международной политике должен изменяться только мирными путями, а также мультилатерализм и коллективная безопасность. Изменения были не столько революционными, сколько эволюционными и стратегическое поведение сохранялось на протяжении своей истории, будучи продуктом традиций демократического австралийского общества и иудео-христианского англо-европейского наследия, а также связанных с ними ценностей, убеждений и экономических, политических и религиозных идеологий. Такое поведение отражает дилемму безопасности, определяя Австралию как европейский остров, находящийся на границе Азиатско-Тихоокеанского региона, и геополитические обстоятельства средней по своему влиянию страны, которая удалена от центра мировых сил. Австралия часто подвергала защите периферию различных военных конфликтов и, возможно, как результат, часто была втянута в различные междоусобицы. На протяжении всех таких конфликтов австралийские солдаты — известные как «диггеры» — часто описывались положительно благодаря их хорошим боевым и гуманитарным способностям.

## Колониальная эпоха

### Военные силы в Австралии (1788—1870)

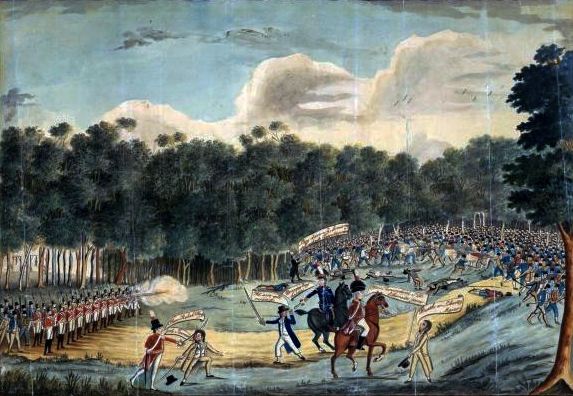
Картина, изображающая восстание на Кастл Хилл.

На протяжении 1788—1870 годов защита австралийских колоний происходила благодаря регулярным войскам британской армии. Первоначально морские пехотинцы защищали Сиднейскую бухту и Норфолк, однако в 1790 году они были освобождены от этих обязанностей подразделением, известным как корпус Нового Южного Уэльса, которое специально собиралось для колониальной службы. Впоследствии этот корпус участвовал в подавлении восстания ирландских осуждённых, которое произошло на Кастл-Хилл в 1804 году. Однако вскоре недостатки в корпусе убедили Военное министерство в необходимости образования более надёжного гарнизона в Новом Южном Уэльсе и Земле Ван-Димена. Основным из этих недостатков являлся ромовый бунт, возникший благодаря должностным лицам в 1808 году. В результате это привело к тому, что в январе 1810 года в Австралию прибыл 73-й (Пертширский) пехотный полк. К 1870 году в Австралии насчитывалось 25 британских пехотных полков, имеющих в своём составе малое количество артиллерии и ремонтных групп.
Главной целью британской армии была защита колонии от атак, однако таковых никогда не происходило. Вместо этого армия действовала в качестве полиции, которая охраняла осуждённых в пенитенциарных учреждениях, боролась с бушрейнджерами, подавляла восстания осуждённых, например, произошедшее в Батерсте в 1830 году, и сдерживала сопротивление аборигенов при расширении европейских поселений. Примечательно, что британские солдаты принимали участие в Эврикском восстании в 1854 году на викторианских приисках. Находящиеся в полку военные, расположенные в Австралии, принимали участие в Индии, Афганистане, Новой Зеландии и Судане.
В течение ранних лет своей службы флот, располагавшийся в Австралии, был представлен несколькими боевыми единицами группы Ост-Индис Стейшн, являвшейся частью Королевского флота и дислоцировавшейся в Сиднее. В 1859 году была создана отдельная эскадра, командиром которой являлся коммодор, что стало первым случаем постоянной дислокации судов Королевского флота в Австралии. Последний оставался главной военно-морской силой до 1913 года, после чего активность Остролиан Стейшн прекратилась и ответственность передалась в руки Королевского австралийского военно-морского флота, склады, верфи и прибрежные постройки которого были переданы Австралии.

### Пограничные войны (1788—1930)

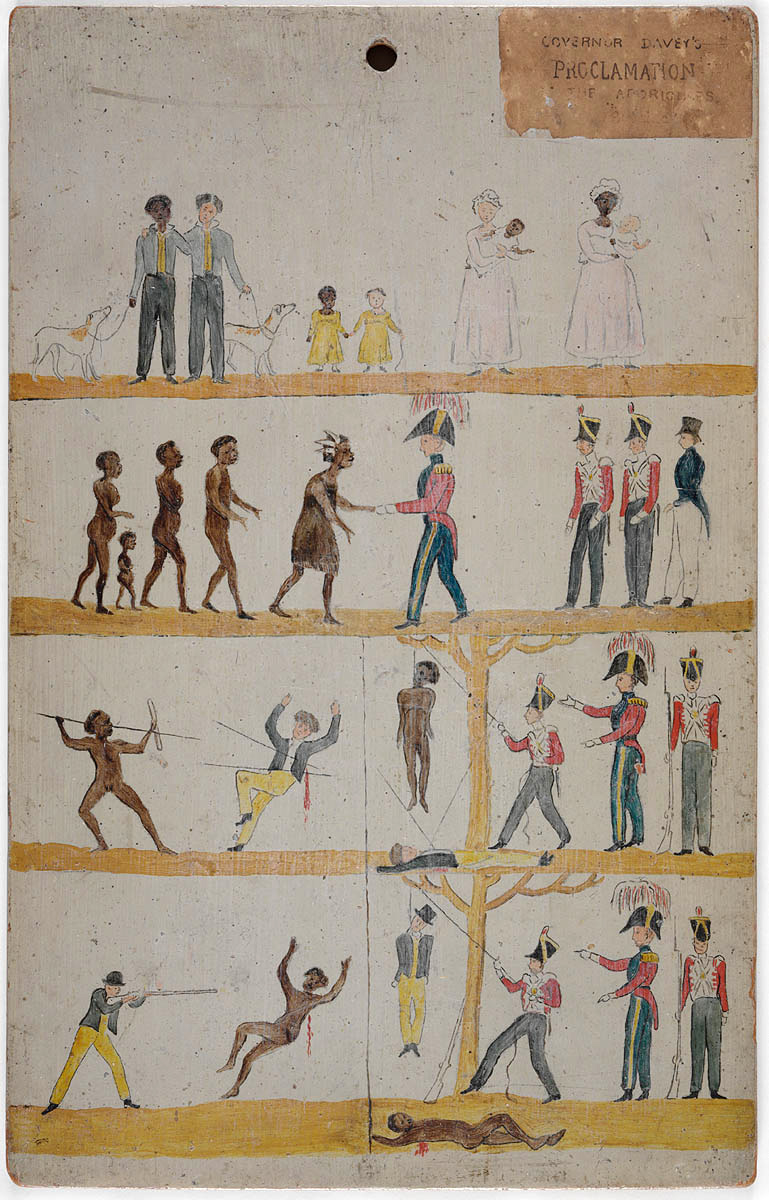
Плакат, выпущенный на Земле Ван-Димена во времена Чёрной войны, отражал политику дружбы, одинаковую и для аборигенов, и для переселенцев. Однако на самом деле тогда такой практики не было.

Реакция аборигенов на прибывших европейских поселенцев была неоднозначна, но неизбежно враждебна после того, как присутствие переселенцев привело к борьбе за ресурсы и оккупации земель. Европейские заболевания уменьшали численность местных жителей, а оккупирование, или уничтожение, земель и продовольственных ресурсов иногда приводило к голоду. По большому счету столкновения между переселенцами и аборигенами не были организованны, что приводило к образованию несистематических войн. Однако иногда пограничные войны включали в себя участие британских солдат, а позднее и конной полиции. Не все аборигены отрицательно относились к посягательству на их земли со стороны европейцев; в то время многие из их числа служили в конных подразделениях полиции и вовлекались в нападения на другие племена.
Столкновения между колонизаторами и аборигенами были локализованы, поскольку группы последних представляли собой конфедерацию, неспособную к устойчивому сопротивлению. Благодаря этому не было ни одной войны; вместо её происходил, скорее, ряд жестоких столкновений и массовых убийств на территории континента. Организованная или нет, картина приграничных столкновений возникла в начале XVIII века и закончилась в начале XX века. Эта война противоречила распространённому мнению о мирном урегулировании в Австралии. Сталкиваясь с переселенцами, аборигены отвечали насилием, которое иногда переходило в кровавою бойню, наиболее яркий пример которой является битва при Пинджарре, произошедшая в Западной Австралии в 1834 году. Такие инциденты не были санкционированы властями, и после резни при Мэйал-Крик (Новый Южный Уэльс) в 1838 году были повешены семь европейцев за участие в убийствах. В Тасмании произошла так называемая Чёрная война, проходившая с 1828 по 1832 год, целью которой являлось изгнание коренных жителей с острова на несколько изолированных полуостровов. В конечном счёте война привела к значительным жертвам среди местного населения.
Возможно было бы неправильно изображать конфликт с одной стороны, однако, несмотря на это, жертв со стороны коренных народов было намного больше по сравнению с переселенцами. Причина этого, возможно, состоит в подавляющем технологическом превосходстве европейцев. Тактика аборигенов была разнообразна и базировалась в основном на уже существующих орудиях для добычи пищи: копья, заострённые камни и пр. Австралийские аборигены, в отличие от новозеландских и североамериканских, не смогли адаптироваться к жизни вместе с колонизаторами. Однако всё же были считанные случаи использования огнестрельного оружия со стороны местных жителей. Аборигены никогда не были серьёзной проблемой для колонизаторов, независимо от того, сколько поселенцев, возможно, боялось их. Были случаи нападения, которые происходили на открытой местности со стороны жителей, использовавших численное преимущество, против европейцев. Иногда такие методы ведения боя являлись эффективными, исходя из данных о том, что аборигены, пытаясь окружить европейцев, выстреливших из ружей и начинающих их перезаряжать, пугались их и после поспешно бежали с поля боя. Обычно такие столкновения обходились дороже местным жителям, чем европейцам.
Центральное место в успехах европейцев играло огнестрельное оружие. Однако часто такое преимущество было завышенным. До конца XIX века ружьё представляло собой громоздкий механизм. Такое оружие имело низкий темп стрельбы, высокий уровень отказа и малую дальность поражения — 50 метров. Эти недостатки давали аборигенам преимущество, которое позволяло им быть близко друг от друга и сражаться с европейцам используя копья и дубины. К 1850 году достижения, приведшие к улучшению боевых характеристик огнестрельного оружия, дали европейцам большое преимущество благодаря уже тогда доступным револьверу Кольта, казнозарядной винтовке системы Снайдера и позднее винтовке Мартини-Генри, а также скорострельных винтовок Винчестера. Это оружие, при условии его использования на открытой местности и в сочетании с превосходной мобильностью лошадей, позволявших быстро окружать группы аборигенов, часто помогало решить исход боя в пользу переселенцев. Так, последним приходилось часто менять тактику ведения боя из-за быстро движущихся и часто скрывавшихся врагов. Тактика включала в себя внезапные нападения на аборигенов в ночное время и их дальнейший отброс к берегу реки, с обеих сторон которой первые могли уничтожать аборигенов.

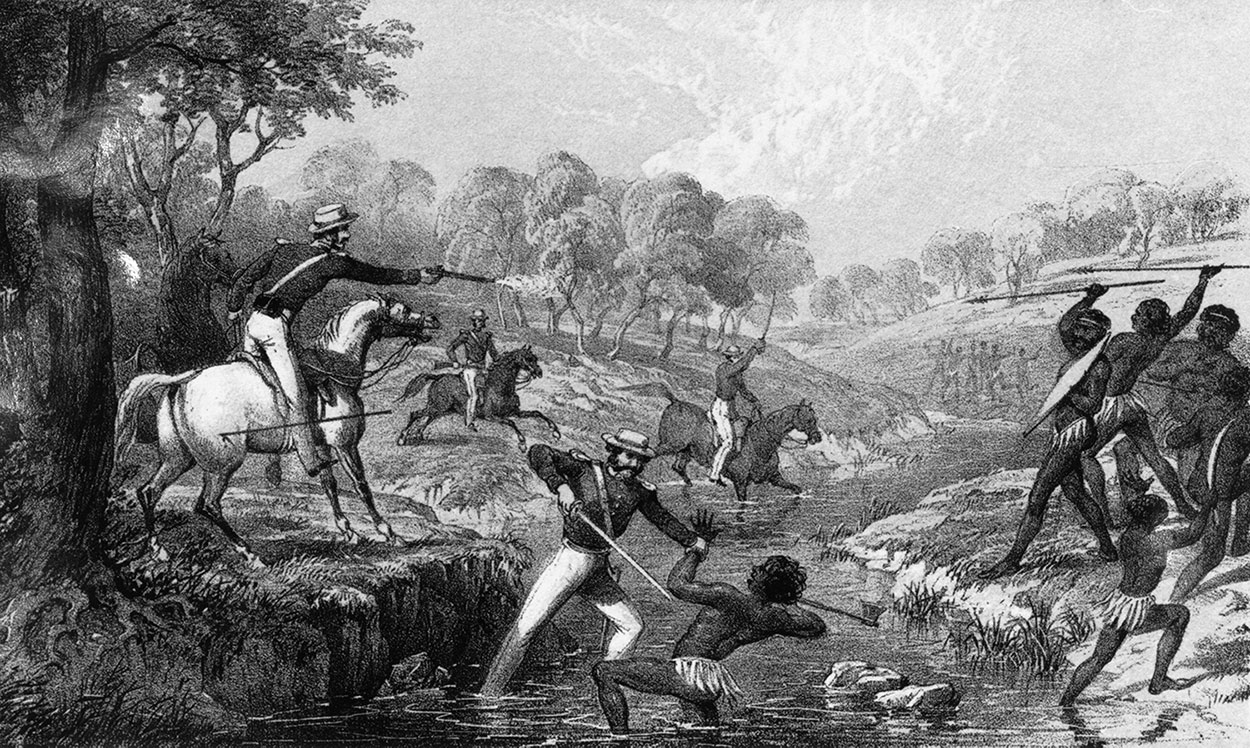
Конная полиция атакует аборигенов во время резни при Мэйал-Крик в 1838 году.

Столкновения продолжались более 150 лет, и зависели они от решений британцев, которые заселяли Австралию. Начиная с Нового Южного Уэльса, на земли которого ступили первые переселенцы в мае 1788 года, они продолжились до Сиднея и его окрестностей вплоть до 1820 года. Граница войн переместилась в сторону малонаселённых территорий на западе Нового Южного Уэльса в 1840-х годах. Активная борьба в Тасмании проходила в основном с 1804 по 1830-е годы, а в Виктории и южной части Южной Австралии основная часть насилия приходилась на 1830—1840 годы. На юго-западе Западной Австралии войны были в 1829—1850 годах. Война в Квинсленде началась около Брисбена в 1840-х годах и продолжилась до 1860-х годов, центр которой переместился в центральную часть Квинсленда, а затем двинулся на север в 1860—1900-х годах. В Западной Австралии, вместе с передвижениями переселенцев, война стала им сопутствовать, достигнув округа Кимберли к 1880 году, вместе с продолжавшимися столкновениями, завершившимися в 1920-х годы. На Северной территории, особенно в центральной Австралии, конфликт продолжался с 1880 по 1930-е года. Согласно примерным оценкам, со стороны европейцев погибло 2500 человек, против 20000 человек от аборигенов. Гораздо более разрушительный эффект на последних оказали болезни, попавшие на остров вместе с переселенцами, которые значительно сократили местное население к XX веку (данный факт является одной из причин, которая ограничивала силы сопротивления со стороны аборигенов).

### Новозеландские войны (1861—1864)

#### Таранакская война

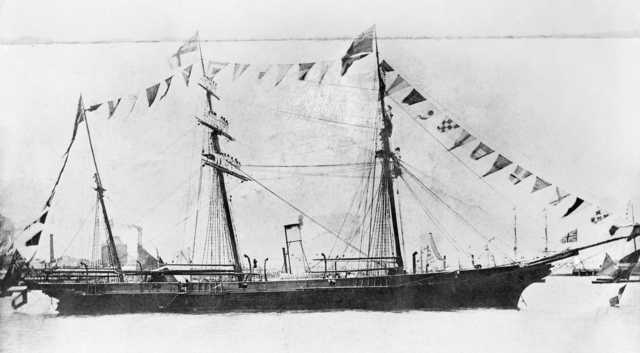
HMSS Victoria в 1867 году.

В 1861 году один корабль HMVS Victoria (1855) был отправлен для помощи новозеландскому колониальному правительству в войне против Маори в Таранаки. Впоследствии корабль использовался для патрулирования и материально-технической поддержки, а его персонал принимал участие в военных действиях против укреплений Маори. Один из моряков погиб от случайного выстрела из огнестрельного оружия во время развёртывания.

#### Вторжение Уаикато
В конце 1863 года правительство Новой Зеландии запросило войска, чтобы остановить вторжение маори в провинцию Уаикато. Обещание участков на конфискованных у маори землях подтолкнуло к рекрутскому набору более 2500 австралийцев (половина которых были из Виктории) и образованию четырёх Уаикатских полков. Другие австралийцы стали разведчиками в Компании рейнджеров (англ. Company of Forest Rangers). Несмотря на жизнь в трудных условиях, австралийцы не принимали активного участия в боях и в основном исполняли обязанности по патрулированию. Они были вовлечены в действиях при Матарикорико, Пукекохе Ист, Тити-Хилл, Оракау и Те Ранга. Считается, что во всех боях погибло не более 20 человек. Окончание конфликта наступило в 1864 году, а через три года полки Уаикато распались. По окончании своей службы, многие из тех солдат, которые выбрали сельхозугодия после конфликта, к концу 1860-х годов остались в городах, в то время как большинство вернулось обратно в Австралию.

### Колониальные военные силы (1870—1901)

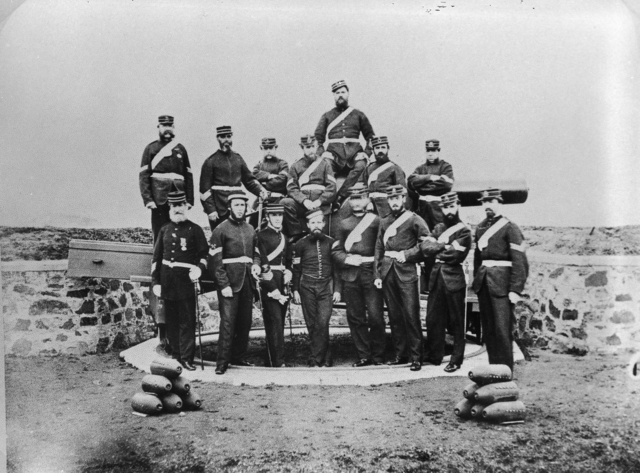
Солдаты Волонтёрской артиллерии Гобарт-Таун (The Hobart Town Volunteer Artillery) в августе 1869 года.

В период с 1870—1901 года каждое из шести колониальных правительств несло ответственность за свою оборону. Колонии получили своё ответственное правительство в период с 1855 по 1890 годы, и в то время как Колониальный Офис в Лондоне сохранял контроль по некоторым внутренним и внешним делам, губернатор каждой из колоний был ответственен за увеличение численности колониального ополчения (англ. militia). Для того чтобы это сделать им были предоставлены необходимые полномочия от британской короны для увеличения военных и военно-морских сил. Первоначально поддержка британских регулярных войск осуществлялась за счёт ополчений, однако после её прекращения к 1870 году колонии взяли на себя ответственность за свою оборону. Колониальные войска включали в себя неоплачиваемые волонтёрские ополчения, оплачиваемых гражданских солдат и небольшую долю регулярных сил. Войска в основном представляли собой пехоту, конную пехоту и кавалерию, и размещались не в бараках, не имели должную военную дисциплину. Даже после проведения значительных реформ 1870-х годов, включавших в себя расширение регулярных сил в виде инженеров и артиллерии, они по-прежнему считались слишком малыми и несбалансированными в современном понимании. К 1885 году вооружённые силы насчитывали в своём составе 21 000 солдат. И хотя они не были вынуждены служить за границей Австралии, большинство волонтёров принимало участие в ряде конфликтов Британской империи в XIX веке и было на службе у колоний, которые увеличивали контингент для отправки в Судан, Южную Африку и Китай.
Несмотря на репутацию неполноценной колонии, многие местные солдаты были высоко организованы, дисциплинированы, профессиональны и хорошо обучены. В течение этого периода оборона Австралии в основном зависела от позиционной обороны пехотинцев и артиллерии, базировавшейся на прибрежных фортах. К 1890-м годам улучшение железнодорожного сообщения между материковыми восточными колониями привело генерал-майора Джеймса Эдвардса, недавно закончившего осмотр колониальных войск, к решению о том, что колонии могли быть защищены путём быстрой мобилизации пехоты. Как результат, оно привело к реструктуризации обороны и заключению договоров между колониями. Эдвардс выступал за образование федеративных колониальных сил и профессиональных солдат, обязанных служить в любой части Тихого океана и позволивших избавиться от волонтёров. Его взгляды нашли поддержку со стороны влиятельного генерал-майора Нового Южного Уэльса, Эдварда Хаттона, однако привели к негативной оценке со стороны малых колоний Нового Южного Уэльса и Виктории. Несмотря на эти реформы, остающиеся нерешёнными вопросы безопасности приводили к политическим дебатам среди правительств колоний.
За исключением Западной Австралии, колонии обладали своим собственным флотом. В 1856 году Виктория спустила на воду своё судно HMVS Victoria (1855), а её последующая дислокация в Новую Зеландию в 1860 году во время Первой таранакской войны отметила первый случай размещения австралийского военного судна за рубежом. Колониальный флот был значительно увеличен в середине 1880-х годов и стал состоять из нескольких канонерских лодок и торпедных катеров, защищавших гавани и реки, и морских бригад, населявших форты и служивших на судах. Викторианский флот стал самым сильным из всех колоний и стал включать в себя эксплуатируемый с 1870-х годов HMVS Cerberus и паровой парусный корабль HMS Nelson (1876), построенный на кредитные денежные средства Королевского флота, а также три малых канонерских лодки и пять торпедных катеров. Правительство Нового Южного Уэльса образовало Морскую бригаду в 1863 году и по истечении века имело в своём распоряжении два малых торпедных катера и корвет. Квинслендские Военно-Морские силы были образованы в 1885 году, в то время как на службе у Южной Австралии состоял один корабль HMAS Protector (1884). Тасмания имела в своём распоряжении Торпедные корпуса, а Западная Австралия только военно-морскую оборону, включавшую в себя Фримантлскую морскую артиллерию. Военно-морские силы Нового Южного Уэльса и Виктории принимали участие в подавлении Боксёрского восстания в Китае в 1900 году, а на подмогу со стороны Южной Австралии был прислан корабль HMAS Protector (1884), не увидевший никаких действий. Отдельные колонии сохраняли контроль над своими военными и военно-морскими силами до образования в 1901 году Федерации Австралии, под руководством которой они были объединены и взяты под контроль нового Содружества Австралии.

### Судан (1885)

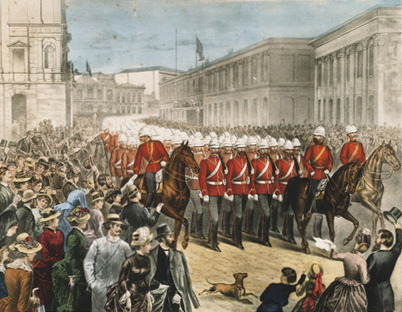
Отправление контингента из Нового Южного Уэльса в Судан (1885).

На протяжении первых лет 1880-х годов египетский режим в Судане, поддерживаемый британцами, оказался под угрозой свержения со стороны освободительного движения, возглавляемого Мухаммедом Ахмедом, известного также как махди для его последователей. В 1883 году после восстания махдистов египтяне послали армию против восставших, но потерпели поражение и провели сложную кампанию за их освобождение. Британские силы поручили египтянам отказаться от Судана и послали генерала Чарльза Гордона координировать эвакуацию, однако он был убит в январе 1885 года. После того, как известие о его смерти прибыло в Новый Южный Уэльс в феврале того же года правительство решило отправить военные силы, возмещающие потери. Контингент состоял из пехотного батальона, включавшего в себя 522 солдата и 24 офицера, и артиллерийской батареи, состоявшей из 212 солдат, которые отплыли из Сиднея 3 марта 1885 года.
Войска прибыли в Суакин 29 марта и были включены в состав бригад, состоящих из Шотландских, Гренадерских и Колдстримских гвардий. Впоследствии они прибыли в Тамай, где и произошла битва, в составе из 10 000 человек. Достигнув села́, они сожгли дома и вернулись в Суакин; во время проведений незначительных боевых действий было ранено трое австралийцев. Большинство солдат было отправлено на работы на железнодорожных полосах, которая закладывалась через пустыню, на которой располагался Бербер. Вскоре австралийцы заняли оборону, однако позже был образован верблюжий корпус, состоявший из 50 человек. Им была проведена разведка в Такдул 6 мая, где они активно участвовали в перестрелке, в ходе которой было убито или взято в плен более 100 арабов. 15 мая они провели вылазку для проведения похорон умерших в марте того же года. Артиллерия была размещена в Хандубе, однако вскоре вернулась в Суакин.
Британское правительство решило, что суданская кампания не стоила тех затрат, и после принятия решений передислоцировало гарнизон в Суакин. Контингент от Нового Южного Уэльса отплыл 17 мая и прибыл в Сидней 19 июля 1885 года. В Судане служило около 770 австралийцев, девять из которых умерло по болезни во время возвращения и трое было ранено в ходе проведения кампании.

### Вторая англо-бурская война (1899—1902)

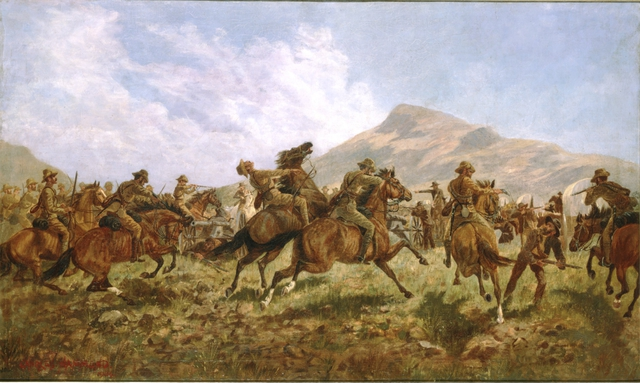
Австралийцы и новозеландцы в битве при Клерксдорпе, 24 марта 1901 года.

Вторжение британцев на уже заселённые африканерами территории Южной Африки и конкуренция за ресурсы и земли, разработанные ими, в результате привели ко Второй англо-бурской войне в 1899 году. Предвидя развёртывание британских военных сил, африканерские Оранжевое Свободное государство и Республика Трансвааль под управлением президента Пауля Крюгера объявили войну 11 октября 1899 года и атаковали Натальскую и Капскую колонии. После объявления войны планы по отправке смешанных австралийских сил были отменены британским военным министерством и каждая из шести колоний отправила по отдельному контингенту для службы на британских формированиях, который состоял из двух эскадронов по 125 человек со стороны колоний Нового Южного Уэльса и Виктории, а также по одному с остальных. Первые войска прибыли тремя неделями позже и состояли из улан Нового Южного Уэльса, которые тренировались в Англии до начала войны и были сразу же отправлены в Южную Африку. 22 ноября уланы попали под первый огонь вблизи Бельмонта, однако позже они были вынуждены отступить, нанеся значительные потери противнику.
После ряда незначительных побед британцы потерпели серьёзное поражение во время Чёрной недели (10—17 декабря 1899 года) без привлечения австралийских солдат. Первые пехотные войска, присланные Викторией, Южной и Западной Австралией, Тасманией, прибыли в Кейптаун 26 ноября и образовали австралийский полк под командованием полковника Джона Чарльза Хода. Для повышения мобильности вскоре они образовали конную пехоту. Чуть позже, в декабре, прибыли боевые расчёты от Квинсленда и Нового Южного Уэльса, которые отправились на фронт. Первые жертвы пришлись на 1 января 1900 года после столкновений у Саннисайда, произошедших после атак бурских лаагеров (Boer Laager) при Бельмонте на квинслендскую конную пехоту, численностью 250 единиц, канадскую и британскую пехоты и артиллерийские расчёты. Бойцы Дэвида Маклеода и Виктора Джонса были убиты после столкновения их патруля с часовыми противников. Несмотря на это, буры были удивлены, и после протяжённого двухчасового столкновения их было убито более 50 и ещё 40 взято в плен. Пятьсот квинслендцев и уланов от Нового Южного Уэльса впоследствии принимали участие в осаде Кимберли в феврале 1900 года.
Несмотря на серьёзные неудачи в битвах при Коленсо, Стормберге и Магерсфонтейне, а также все ещё осаждавшийся Ледисмит, британцы в феврале установили пятый Отдел по борьбе с вторжением Оранжевого Свободного государства. Атакующие силы состояли из кавалерии, командиром которой являлся генерал-лейтенант Джон Френч, и дополнительных расчётов уланов Нового Южного Уэльса, конной пехоты Квинсленда и медицинского корпуса Нового Южного Уэльса. Сначала после битвы на реке Моддер и у Магерсфонтейна был освобождён Кимберли, после чего отступающие буры проиграли битву при Паардеберге, а их командир, Пит Кронье, был захвачен стрелковыми отрядами. Британцы вступили в Блумфонтейн 13 марта 1900 года (в то время Ледисмит был уже освобождён). Началась сказываться болезнь, из-за которой умирали десятки людей. После этого было проведено движение в сторону Претории, состоявшее из 3000 австралийцев. Йоханнесбург пал 30 мая, а буры вышли из Претории 3 июня. Конные стрелки от Нового Южного Уэльса и западные австралийцы снова участвовали в действиях при Даймонд Хилл 12 июня. Мафикенг был освобождён 17 мая.

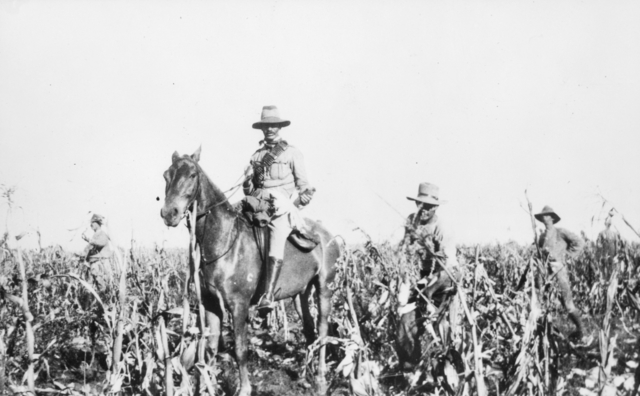
Войска 1-го батальона Австралийской Содружеской конницы в Трансваале (1902).

После поражения республик африканеров буры не намеревались сдаваться и начали формировать небольшие диверсионные группы, участвовавшие в партизанских войнах, которые мешали перемещениям британских колонн и атаковали линии снабжения. Новый этап сопротивления привёл к дальнейшему рекрутскому набору в австралийских колониях и увеличению бушменских контингентов, обычно имеющих мало опыта в верховой езде, стрельбе и боевых действиях. После образования Федерации в 1901 году, батальоны Австралийской Содружеской конницы после недавно созданной австралийской армии были также отправлены в Южную Африку, однако увидели мало боевых столкновений перед окончанием войны. Некоторые австралийцы позднее присоединились к южноафриканским нерегулярным войскам, вместо того, чтобы вернуться обратно в Австралию. Эти бойцы являлись частью британской армии. Примерами таких подразделений являлись Бушвельдтские карабинеры, которые получили свою известность за преступную деятельность Объездчика Моранта и Питера Хэндкока, позднее попавших под военный трибунал и судимых за военные преступления.
С нуждающимися в поддержке партизанами, Кус де ла Рей руководил войском, состоящим из 3 000 буров, которое совершило нападение на Бракфонтейн близ реки Эландс в Западном Трансваале. На укреплении имелось множество торговых палаток, а также боевой расчёт в составе 300 австралийцев и 200 родезийцев. Атака началась 4 августа 1900 года с интенсивного обстрела, вызвавшего 32 случайных смерти. Под обстрелом ночью защищавшиеся вырыли окопы. Бурам удалось уничтожить первое вызванное подкрепление, а второе, полагая о победе, повернуло назад. Осада продолжалась 11 дней, в ходе которой в сторону укрепления вылетело порядка 1800 патронов. После отклоненных просьб со стороны атакующих о сдаче оружия, буры, глядя с опаской на лобовую атаку, в конечном счёте ретировались. Осада на реке Эландс была одним из главных достижений австралийцев во время войны.
В ответ на партизанские действия британцы стали применять тактику борьбы с повстанцами, включая тактику выжженной земли с поджогов домов и сельскохозяйственных культур, созданием концентрационных лагерей для бурских женщин и детей, а также постройкой дзотов для уменьшения мобильности войск противника и защиты железнодорожной связи. Такие меры требовали значительных средств и вызывали злобу к британцам, однако вскоре они дали результаты. К середине 1901 года часть конфликта себя исчерпала, однако Великобритания вскоре стала проводить ночные рейды на фермы и лагеря буров с военными силами, превосходящими противников. В последние месяцы 1901 года стрелки от Нового Южного Уэльса прошли 2 919 км и были втянуты в 13 стычек, результатами которых являлись 27 убитых, 15 раненых и 195 взятых в плен буров против пятерых погибших и 19 раненых. Другие австралийские военные действия включали в себя следующие места: Слингерсфонтейн, Пинк Хилл, Реностеркоп и Хаартебистефонтейн.
Несмотря на эти достижения, австралийцы не всегда действовали удачно и терпели большие потери в конце войны. 12 июня 1901 года 5-я Викторианская стрелковая конница потеряла 19 человек убитыми и 42 ранеными у Вильмансрусте, рядом с Мидделбургом, из-за слабой защиты, которая была прорвана атаковавшими их 150 бурами. 30 октября 1901 года викторианский конный полк также понёс тяжёлые потери при Ган Хилл; в конечном итоге было убито 60 буров. В Онвервахте 4 января 1902 года 5-е квинслендские бушменские имперцы потеряли 13 человек убитыми и 17 ранеными.
В конце концов буры были разбиты и война закончилась 31 мая 1902 года. Среди 16 175 прибывших в Южную Австралию австралийцев и, возможно, ещё 10 000 зачисленных в состав императорского войска, потери включали в себя погибших в ходе боевых действий 251 человек, 267 от болезней, 43 пропавших без вести и 735 человек ранеными. Шесть австралийцев были награждены крестом Виктории.

### Боксёрское восстание (1900—1901)

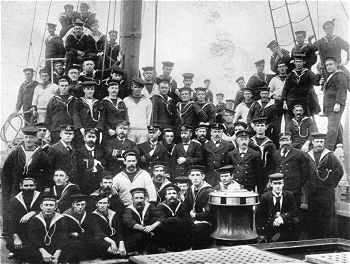
Команда корабля HMCS Protector (1900).

Боксёрское восстание в Китае началось в 1900 году, после которого ряд западных стран, включая многие европейские государства, США и Японию, вскоре послали военные силы Альянса восьми держав для отстаивания интересов Китая. В июне британское правительство сделало запрос Австралии на разрешение отправки австралийской эскадрильи в Китай. Колониями была предложена дополнительная помощь, однако поскольку их войска были заняты в Южной Африке, они полагались на рабочую силу военного флота. Направленные силы были скромными: Англия приняла 200 человек от Виктории, 260 от Нового Южного Уэльса и корабль HMCS Protector под командованием капитана Уильяма Кресуэлла со стороны Южной Австралии. Большинство военно-морских сил состояло из резервных бригад, которые прошли подготовку по управлению кораблём и солдат, прошедших курс по прибрежной обороне.
Контингенты от Нового Южного Уэльса и Виктории отплыли в Китай 8 августа 1900 года. Прибыв в Тяньцзинь австралийцы в составе 300 человек присоединились к многонациональной 8 000-й армии, целью которой был захват китайских фортов при Бэйтане, важных для железнодорожного сообщения. Они прибыли слишком поздно для того, чтобы принять участие в бою, однако позже напали на крепость при Баодине, которая, по мнению китайского правительства, являлась убежищем после Пекина, захваченного западными союзниками. Викторианцы вступили в войско из 7500 человек во время десятидневного похода на крепость во второй раз для того, чтобы понять, что она полностью окружена. Викторианцы разместились в Тяньцзине, а контингент от Нового Южного Уэльса принял на себя обязанности гарнизона в Пекине. HMCS Protector в основном использовался для обследований местности и доставки грузов в Бохайском заливе, а в ноябре был отправлен в Австралию.
Военно-морские бригады располагались во время зимы в Китае и выполняли полицейские и охранные функции, а также работали железнодорожниками и пожарными. Они покинули Китай в марте 1901 года предварительно сыграв незначительные роли в нескольких наступательных и карательных экспедициях и в установлении гражданского правопорядка. Шесть австралийцев погибли от болезней и травм, однако ни один не был убит в результате конфликта.

## Австралийские военные силы при Федерации (1901)

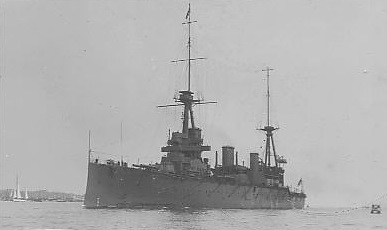
Крейсер HMAS Australia (1911).

Содружество Австралии появилось 1 января 1901 года в результате распада Федерации Австралии. По конституции Австралии, ответственность за оборону возлагалась на новое федеральное правительство. Координация всеавстралийской обороны в свете интересов Германской империи в Тихом океане являлась одной из движущих сил федерализма, в результате чего практически сразу же образовался Департамент Обороны, в то время как австралийская армия и военно-морские силы Содружества образовались немного позднее.
Образование австралийской армии произошло 1 марта 1901 года, после чего все колониальные силы, включая находящиеся в Южной Африке, были объединены. 28 923 колониальных солдата, включая 1457 профессионала, 18 603 наёмника и 8 863 волонтёра позднее были также присоединены. Отдельные подразделения продолжали быть в ведомстве администраций колоний в соответствии с изданными Актами, однако после Оборонного Акта от 1903 года они подпали под один нормативный документ. Этим законом предотвращалось увеличение регулярных пехотных войск и уточнялось, что ополчения не могли быть использованы в промышленных спорах или служить за пределами Австралии. Однако большинство солдат осталось в ополчениях, известных также в качестве гражданских вооружённых сил (англ. Citizen Military Forces). Генерал-майор сэр Эдвард Хаттон — бывший командующий вооружённых сил Нового Южного Уэльса — впоследствии стал первым командиром сил Содружества 26 декабря и приступил к разработке интегрированной структуры новой армии. В 1911 году после доклада Лорда Китченера был образован Королевский военный колледж в Дантруне.
До образования Федерации каждая из колоний управляла своим флотом сама. Флоты были малы и не имели возможности уходить в дальние плавания, что заставляло колонии субсидировать строительство британских военно-морских эскадрилий на протяжении десятилетий. Колонии сохраняли контроль над своим флотом до 1 марта 1901 года, после которого были образованы военно-морские силы Содружества. Однако проблема выхода в долгое плавание оставалась и в конечном итоге ни к каким изменениям в морской политике Австралии не привела. В 1909 году премьер-министр Альфред Дикин, во время участия в императорской конференции в Лондоне, добивался прекращения существования системы субсидий от правительства Великобритании для того, чтобы образовался собственный австралийский военно-морской флот. Адмиралтейство отвергло предложения, полагая, что небольшой флотилии эскадренных миноносцев и подводных лодок будет достаточно. Дикин был впечатлён таким ответом, а годом ранее предложил Великому белому флоту посетить Австралию. Этот визит преуменьшил общественный энтузиазм и частично привёл к заказу двух 700-тонных эсминцев класса Ривер. Рост немецких военно-морских сил побудил к изменению мнения Адмиралтейства, после чего был создан австралийский военно-морской флот в 1911 году, поглощавший военно-морские силы Содружества. 4 октября 1913 года новый флот, состоявший из крейсера HMAS Australia (1911), трёх лёгких крейсеров и трёх эсминцев, проплыл рядом с Сидней Хедс, в то время как несколько других кораблей находились ещё в стадии строительства. И, как следствие из этого, военно-морской флот Австралии вступил в Первую мировую войну в полном составе.
Военно-воздушные силы Австралии были образованы в 1912 году и сразу же вступили в состав армии, а в 1921 году разделились и стали называться Королевскими военно-воздушными силами Австралии, что сделало их старейшими военно-воздушными силами в мире. Несмотря на это, службы не были подконтрольны какой либо цепи инстанций, и каждая из них была подотчётна своему министру и имела отдельные административные и правительственные ведомства.

## Первая мировая война (1914—1918)

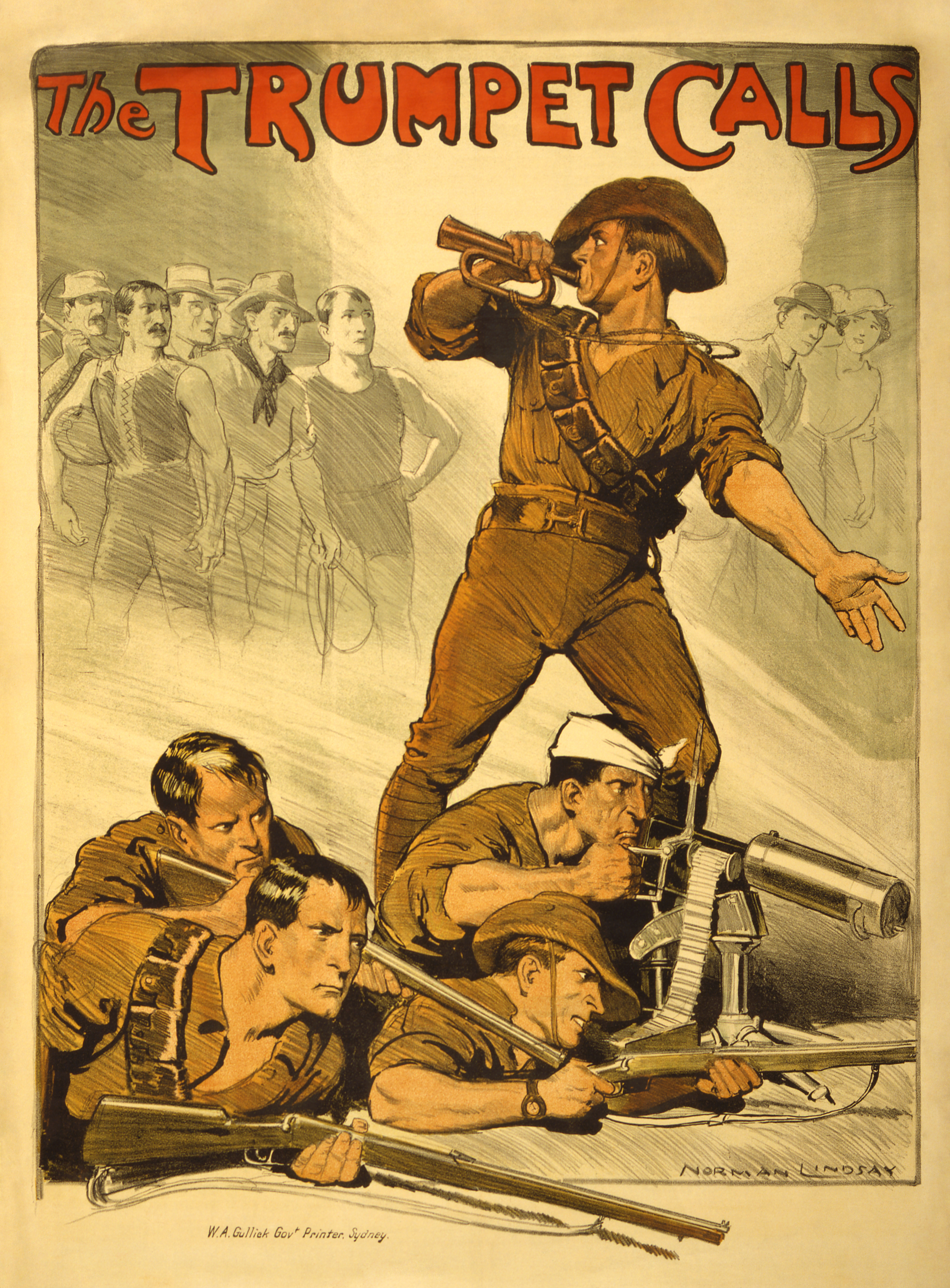
Австралийский плакат, призывающий вступить в армейские ряды (1914—1918).

После объявления Великобританией войны Германии в начале Первой мировой, реакция австралийского правительства последовала незамедлительно после слов премьер-министра Джозефа Кука, датировавшихся 5 августа 1914 года: «…Если Империя объявила войну, то Австралия поступит так же», которые отразили мнение многих австралийцев, считавших, что объявление войны незамедлительно поступит и от Австралии. Отчасти такая реакция определялась из-за большого числа британских граждан и первого поколения англо-австралийцев, входивших в то время в этнический состав населения страны. Действительно, по окончании войны почти 20 % из тех солдат, кто служил в австралийских военных организациях, родилось в Великобритании.
Из-за того, что ополчения (англ. militia) не были в состоянии служить за границей (морской) в соответствии с положением Акта об обороне от 1903 года, все волонтёрские ресурсы, известные как Австралийские Императорские силы (сокр. АИС, от англ. Australian Imperial Force), были образованы и начали набор 10 августа 1914 года. Правительство распределило 20 000 человек в одну пехотную дивизию и одну бригаду лёгкой кавалерии, а также вспомогательные подразделения. Привлечение и организация были реализованы на региональном уровне и попали под планы по мобилизации, составленные в 1912 г. Первым командиром являлся генерал Уильям Бриджес, который также принял на себя командование над 1-м Дивизионом. На протяжении всей войны австралийцы в основном сосредотачивались на ведении боя на земле, однако также известно о небольших действиях военно-морских и военно-воздушных сил.

### Оккупация Германской Новой Гвинеи
После начала войны австралийские силы быстро приступили к сокращению угрозы для судоходства из-за близости нахождения немецких тихоокеанских колоний. Под командованием полковника Уильяма Холмса военный ресурс из двух тысяч волонтёров быстро сформировался (отдельно от Австралийских Императорских сил) в батальон пехоты, 500 солдат резерва и Австралийский военный и военно-экспедиционный корпус. Целью сил являлись острова Яп на Каролинских островах, Науру и порт Рабаул в Германской Новой Гвинее. Силы достигли Рабаула 11 сентября 1914 года и оккупировали его днём позднее, по пути встречая лишь лёгкое сопротивление немецких защитников и местных жителей в ходе боевых действий при Бита-Пака и Томе. Германская Новая Гвинея была оккупирована 17 сентября 1914 года. Потери Австралии были лёгкие и включали в себя шесть погибших во время боевых действий, а также загадочное исчезновение субмарины HMAS AE1 с командой из 35 человек.

### Галлиполи

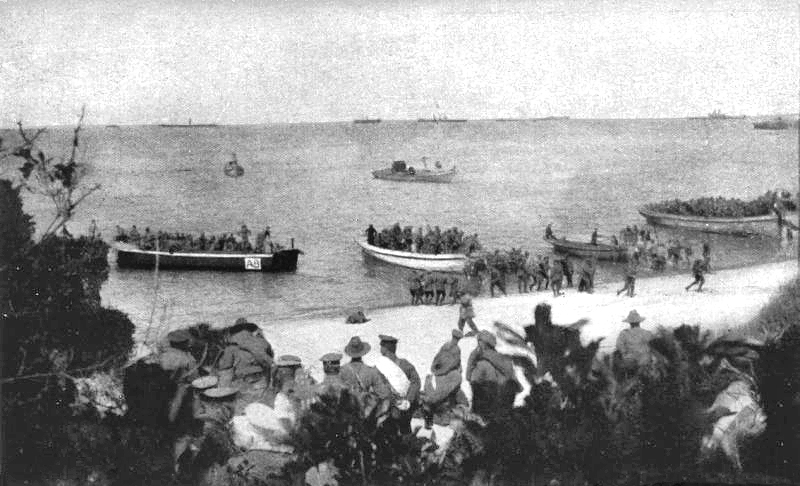
Австралийские солдаты в Галлиполи.

Австралийские Императорские силы отплыли в одном составе на корабле от Олбани 1 ноября 1914 года. Во время морской вылазки один из эскортов — HMAS Sydney (1912) — уничтожил немецкий крейсер SMS Эмден (1908) в ходе битвы при Кокосовых островах 8 ноября; это была первая морская стычка с участием Королевских австралийских ВМС. Первоначально Англия хотела провести курс подготовки для австралийских солдат, а затем послать их на Западный фронт, однако австралийцы были впоследствии посланы в подконтрольный Великобритании Египт по причине численного превосходства над любой Турецкой атакой на стратегически важный Суэцкий канал, а также для открытия нового фронта против Центральных держав.
Стремясь выбить Турцию из войны, британцы решили провести высадку на Галлипольский полуостров, а после соответствующего периода реорганизации и обучения австралийцев, включить их в состав британских, индийских и французских сил, участвовавших в кампании. Комбинированный Австралийский и Новозеландский армейский корпус (АНЗАК) под командованием британского генерала Уильяма Бидвуда впоследствии высадились на полуострове Галлиполи 25 апреля 1915 года. Галлипольская кампания, обещавшая изменение хода войны в случае успеха, была непродуманной и в конечном счёте, продлившись восемь месяцев, своей цели не достигла. Потери со стороны Австралии составили 8141 человек убитыми и 26 111 ранеными.
Для австралийцев и новозеландцев галлипольская кампания стала важной вехой в становлении обоих государств как независимых субъектов мировой арены и развила чувство национальной идентичности. В наше время дата начала высадки — 25 апреля — известна для Австралии и Новой Зеландии как День АНЗАКа, в который тысячи людей собираются у памятников в обеих странах, включая Турцию, для почтения памяти погибших солдат.

### Египет и Палестина
После окончания сражения в Галлиполи, австралийцы вернулись в Египет, а Австралийские Императорские силы претерпели значительное расширение. В 1916 году пехота двинулась на Францию, в то время как кавалерия оставалась на Ближнем Востоке для борьбы с турками. Австралийские солдаты от АНЗАКского конного дивизиона и Австралийского конного дивизиона участвовали во всех основных сражениях во время Синайско-Палестинской кампании, играя ключевую роль в противодействии турецким войскам, угрожавшим потерей у Британии контроля над Египтом. Первый бой австралийцев произошёл в ходе Сенусского восстания на территории Ливийской пустыни и долины Нила, в котором смешанные британские войска успешно подавили с тяжёлыми потерями протурецкие исламистские секты. АНЗАКский конный дивизион впоследствии принимал участие в боевых действиях в битве при Романи против Турции между 3—5 августа 1916 года, в котором турки в конечном итоге были отброшены. После этой победы британские силы на Синайском полуострове перешли в наступление, темпы которого зависели от скорости построек железнодорожных и речных путей сообщения, проводившихся от Суэцкого канала. Рафа был захвачен в плен 9 января 1917 года, в то время как последние малые турецкие гарнизоны были уничтожены на Синайском полуострове в феврале.

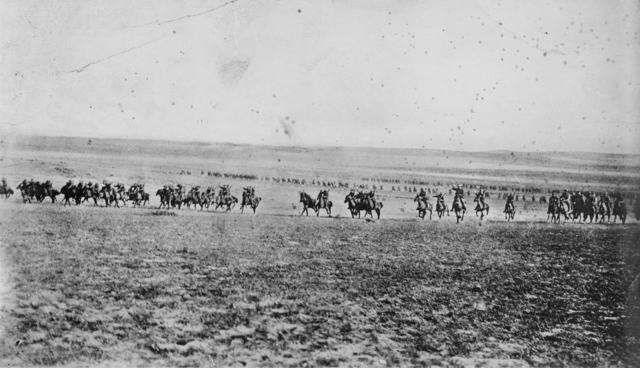
Нападение 4-й австралийской бригады лёгкой кавалерии.

Заранее введённые в Палестину, войска предприняли неудачную первую попытку захвата Газы 26 марта 1917 года; вторая попытка началась 19 апреля и произошла сравнительно неудачно. Третье нападение с участием АНЗАКского конного дивизиона и Австралийского конного дивизиона произошло между 31 октября и 7 ноября. Бой возымел полный успех со стороны британцев, результатом которого являлись захват в плен 12 000 турок и взятие дополнительных рубежей на линии Газа — Беэр-Шеву. Критическим моментом являлся первый день, в ходе которого происходило взятие Беэр-Шеву; стремительная атака 4-й австралийской бригады лёгкой кавалерии развернулась почти на 6 км на участке фронта. После взятия турецких траншей удалось предотвратить взрыв колодцев с питьевой водой Беэр-Шевы. Итогом являлся захват в плен около 700 турок против 31 убитого и 36 раненых австралийцев. Позднее австралийские войска помогли отбросить турецкие войска из Палестины и принимали участие в битвах при Мугар Ридже, Иерусалиме и Меджиддо. Турецкое правительство сдалось 30 октября 1918 г. Бойцы австралийской бригады лёгкой кавалерии позднее участвовали в подавлении египетской революции в 1919 году и сделали это с эффективностью и жёсткостью, заставляя страдать большинство погибших.
Тем временем австралийские ВВС претерпели развитие и их независимость в качестве отдельной национальной силы была уникальна среди доминионов. Развернув на взлётной полосе лишь один, не взлетевший самолёт в 1914 году на территории Германской Новой Гвинеи, первый рабочий полёт не происходил вплоть до 27 мая 1915 года, после которого был произведён Месопотамский Полуполёт (англ. Mesopotamian Half Flight), призванный помочь защитить заинтересованность британской стороны в нефти в Ираке. Австралийские ВВС вскоре были расширены, после чего четыре эскадрильи принимали участия в битвах в Египте, Палестине и на Западном фронте, где они удачно сражались.

### Западный фронт
Пять пехотных дивизий Австралийских Императорских сил принимали участие в боях во Франции и Бельгии после того, как покинули Египет в 1916 г. 1-й корпус АНЗАК занял позиции в тихом южном секторе от Армантьера 7 апреля и в течение следующих двух с половиной лет АИС принимал участие в большинстве основных битв Западного фронта, зарабатывая внушительную репутацию. По прошествии разрушительнейшей битвы на Сомме на протяжении следующих недель четыре австралийских дивизиона были более преданы своему делу. 5-й Дивизион, дислоцировавшийся на левом фланге, впервые участвовал в битве при Фромеле 19 июля 1916 года, потеряв 5533 человек в первый же день. 1-й Дивизион начал боевые действия 23 июля, атакуя Позьерс, и ко времени его освобождения 2-м Дивизионом 27 июля потерял в бою 5 286 человек. Атака на Мукефарм проводилась в августе, после которой насчиталось около 6 300 жертв. К тому времени АИС был снят с Сомме и реорганизован, так как его потери составляли 23 000 человек за 45 дней.
В марте 1917 года 2-й и 5-й дивизионы преследовали немецкие войска до линии Гиндебурга, по пути захватывая Бапум. 11 апреля 4-й Дивизион начал штурм линии Гинденбурга в Первой битве при Буллекурте, потеряв более 3 000 и отдав в плен 1 170 человек. 15 апреля 1-й и 2-й Дивизионы были контр-атакованы рядом с Ланьикуром и вынуждены оставить город, который позднее был взят снова. 2-й Дивизион принимал участие во Второй битве при Буллекурте, начавшейся 3 мая, а также ему удалось взять сектора линии Гинденбурга и удерживать их до освобождения 1-м Дивизионом. В итоге, 7 мая 5-й Дивизион освободил 1-й, оставаясь на линии до конца войны в середине мая. Усилия стоили жизни 7482 австралийцам.
7 июня 1917 года 2-й корпус АНЗАК, наряду с двумя другими британскими корпусами, начали операцию по уничтожению противника во Фландрии к югу от Ипра. Атака началась с детонации взрывчатки, массой 454 545 кг, которая была заложена в горе Мессинс, что позволило деморализовать немцев. Поначалу войска не встретили сопротивления и, несмотря на произошедшую на следующий день контратаку, операция закончилась удачно. Потери во время Мессинской битвы со стороны Австралии составили примерно 6 800 человек. После этого 1-й корпус АНЗАК принял участие в третьей битве при Ипре в Бельгии в рамках кампании по захвату Гунвельдского плато между сентябрём и ноябрём 1917 г. Менее известные битвы происходили при Менин Роад, Полигон Вуд, Брудсейнде, Полькаппелле и Пашендейле, и в течение восьми недель австралийские потери стали составлять 38 000 человек.
21 марта 1918 года Германия начала Весеннее наступление, приложив к этому последние усилия и развернув 63 дивизиона на 110 км фронта. Союзники перебросили 3-й и 4-й Дивизионы на юг Амьена, рядом с Сомме. Наступление закончилось через пять месяцев, на протяжении которых все пять пехот АИС, находящихся во Франции, держали оборону. К концу мая немецкие войска продвинулись на расстояние в 80 км от Парижа. На протяжении этого времени австралийские войска принимали участия в битвах при Дернакурте, Морланкурте, Вилле-Бритонни, Генгард Вуд, Хейзбруке и Аме́ле. При Амеле командующий Австралийским корпусом генерал-лейтенант, Джон Монаш, успешно применил смешанные силы, включающие в себя самолёты, артиллерию и бронетехнику, во время атаки в первый день.

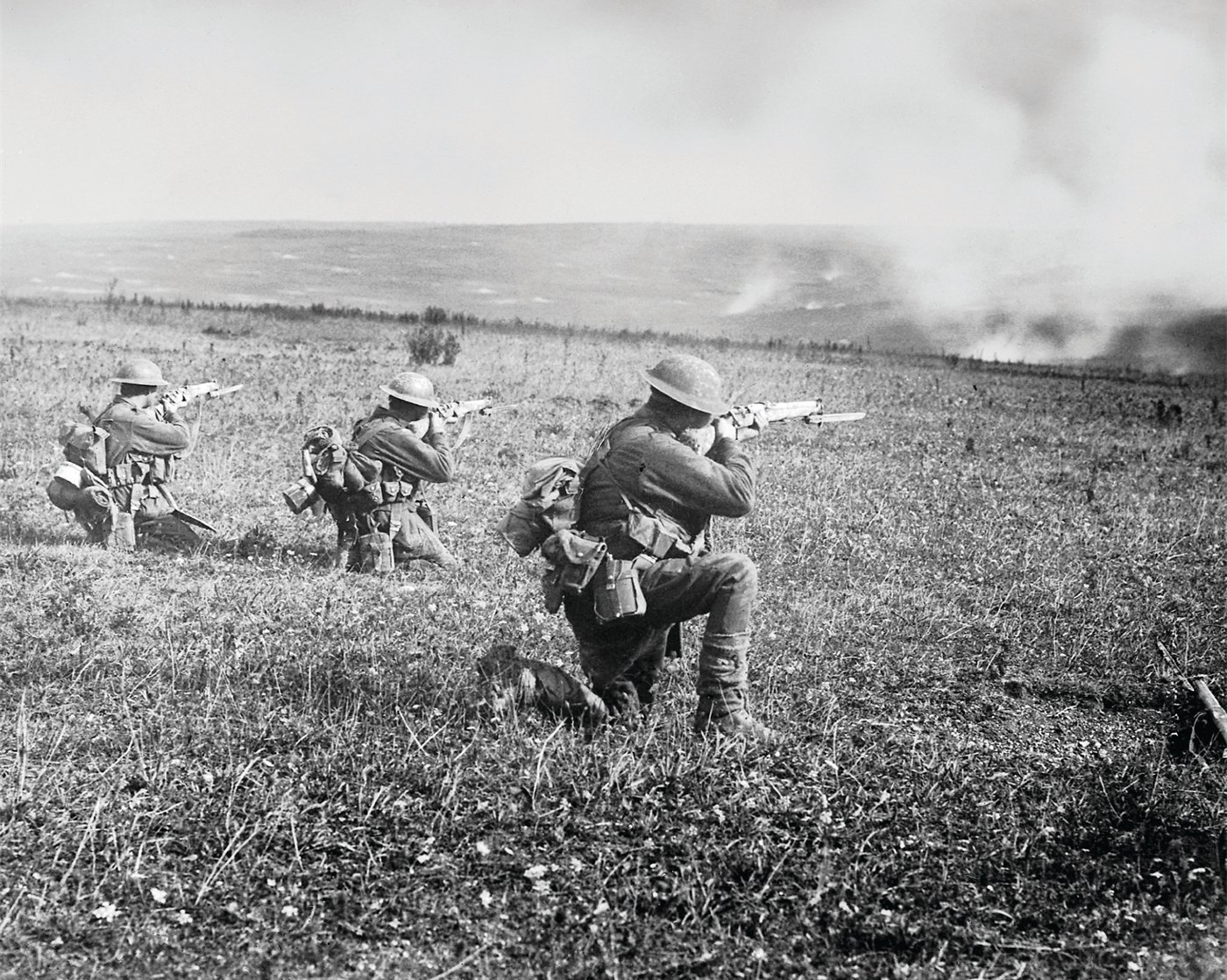
Солдаты 45-го батальона в битве на канале Мон-Сент-Кветин (сентябрь 1918 года).

Немецкое наступление прекратилось в середине июля, после которого последовало время затишья, и на протяжении этого затишья австралийские силы провели серию из нескольких рейдов, известных как Мирные проникновения (англ. Peaceful Penetrations). Вскоре союзниками было проведено Стодневное наступление, окончательно закончившее войну. Начиная с 8 августа наступление включало в себя четыре австралийских дивизиона, которые провели Амьенскую операцию. Благодаря ранее использовавшимся смешанным войскам, союзникам удалось достичь значительных успехов, известных немецким силам как «Чёрный День». Наступление продолжалось на протяжении следующих четырёх месяцев, и во время Второй битвы при Сомме австралийские корпуса принимали участия в битвах при Лигонсе, Этингеме, Проярте, Чугнесе и Мон-Сент-Кветин, перед их окончательным участие в финальной битве, произошедшей 5 октября 1918 года в Монтбрегене. Впоследствии АИС вышел с фронта после объявления перемирия 11 ноября 1918 года.
Среди всех 416 806 солдат, участвовавших в войне, и ещё 333 000, служащих за границей, погибли 61 508 и ранены 155 000 человек (общий уровень смертности составил 65 %). Финансовые затраты австралийского правительства составили £376 993 052. Два референдума по воинской повинности для службы за границей были проведены во время войны; они сохраняли добровольный статус для австралийских солдат и расширяли военные резервы, что особенно стало заметно к концу войны. Следовательно, Австралия оставила одну из двух армий на другом континенте, тем самым не прибегая к воинской повинности в ходе войны.
Война произвела глубокое воздействие на австралийское общество. Для многих австралийцев участие страны в войне рассматривалось как символ её становления как игрока на международной арене, в то время как многие другие понятия австралийского характера и государственности, которые существуют и в наше время, имеют свои истоки со времён окончания войны. 64 австралийца были награждены крестом Виктории во время Первой мировой войны.

## Межвоенный период

### Гражданская война в России (1918—1919)

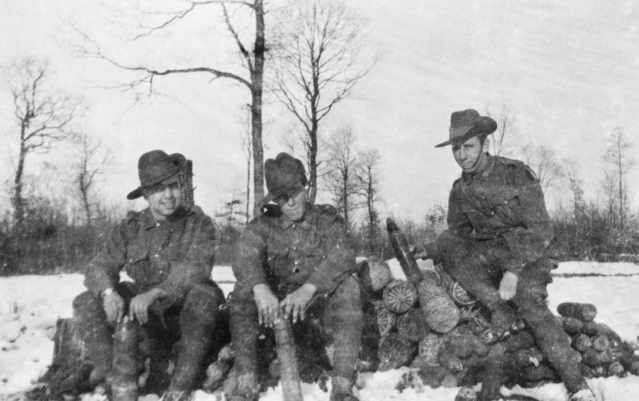
Австралийские солдаты Северных российских вспомогательных сил в России (1919).

Гражданская война в России началась после распада Временного правительства и прихода к власти большевиков в октябре 1917 года. По прошествии Первой мировой войны, западные державы, включая Великобританию, вмешались и стали поддерживать вполсилы процарское, антибольшевистское Белое движение. Несмотря на нежелание австралийских властей посылать военные силы в Россию, большинство австралийцев, служащих в британской армии, принимало участие в военных действиях. Небольшое число служило в качестве военных советников в некоторых подразделениях Белого движения в Северной «русской» кампании. Ожидая репатриацию в Англии, около 150 австралийцев были зачислены в британские Северные российские вспомогательные силы (англ. North Russia Relief Force), участвовавшие в нескольких битвах, во время которых было убито несколько солдат.
Королевский эсминец ВМС Австралии HMAS Swan (D61) действовал на протяжении короткого периода, во время которого исполнил задание разведывательного характера в Чёрном море в конце 1918 года. Другие австралийцы служили в качестве консультантов в Британской военной миссии, направленной на помощь Белому движению, одним из руководителей которого являлся Антон Деникин на юге России, в то время как другие служили у адмирала Александра Колчака в Сибири. Позднее они служили в Месопотамии в рамках миссий Данстерфорса и Маллесона, которые были направлены на предотвращение доступа Турции к Среднему Востоку и Индии и участвовали в нескольких незначительных битвах.
О мотивах тех австралийцев, которые хотели сражаться в России, включая отсутствие с их стороны политической подоплёки, можно только догадываться. Несмотря на это, они показали себя смелыми, мужественными и двое из их числа были награждены крестом Виктории. Участие в войне солдат едва ли нашло своё отражение в Австралии, и, в итоге, никакого влияния на исход войны не произвело. Общие потери составили 10 и ещё 40 раненых человек, причём большинство из первых произошло по причине болезней во время проведения спецопераций в Месопотамии.

### Гражданская война в Испании (1936—1939)
Небольшое число австралийских волонтёров сражалось на обеих сторонах конфликта во время гражданской войны в Испании, однако их поддержка в основном осуществлялась Испанской Республике через интернациональные бригады. Впоследствии, австралийцы присоединились к батальонам других армий, не создавая своих. Большинство участников было мотивировано идеологическими соображениями, другие являлись мигрантами испанского происхождения, вернувшихся в страну. Австралийские волонтёры, численностью 66 человек — исключая Нугента Булла, консервативного католика, позже убитого во время Второй мировой войны Королевскими ВВС Австралии — сражались на стороне националистических сил под руководительством генерала Франко.
Несмотря на причину ухода Австралии, отмечаемую в основном Австралийской коммунистической партией и профсоюзными движениями, войне не удалось вызвать общественного интереса и правительство сохранило свой нейтралитет. Австралийская оппозиция направленная на республику, возглавляемая Б. А. Сантамарией, базировалась на антикоммунистической основе, а не на пронационалистической. Некоторые австралийцы примкнули к националистическим повстанцам и, возможно, не получали государственной поддержки. В то время служба в иностранных вооружённых силах была незаконна; несмотря на это, некоторые австралийцы попали в Испанию и не были привлечены к ответственности перед Австралией, так как правительство не получило никаких сообщений об их действиях. Следовательно, вернувшиеся ветераны войны не были признаны ни правительством Австралии, ни Лигой вернувшихся и служащих Австралии (англ. Returned and Services League of Australia). Число служащих из Австралии было мало по сравнению с другими; 14 австралийцев были убиты.

## Вторая мировая война (1939—1945)

### Европа и Ближний Восток

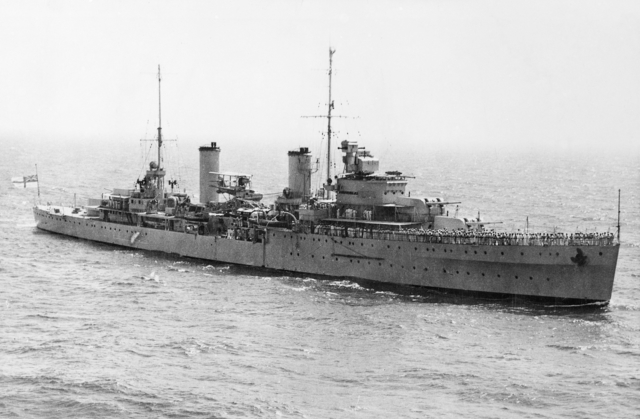
Лёгкий крейсер HMAS Sydney (1934) (1940).

Австралия вступила во Вторую мировую войну 3 сентября 1939 года. В то время её армия была мала и не готова к войне. Набор во Вторые Австралийские Императорские силы (сокр. ВАИС, от англ. Second Australian Imperial Force) начался в середине сентября. Большого количества волонтёров, по сравнению с Первой мировой, не наблюдалось, поэтому большинство мужчин призывного возраста были зачислены в середине 1940 года. Четыре пехотных дивизии сформировались на протяжении 1939 и 1940 годов, три из которых были направлены на Ближний Восток. Первоначально ресурсы Королевских ВВС Австралии (англ. Royal Australian Air Force) направлялись на обучение лётчиков для службы в Содружеских ВВС по Имперскому воздушно-тренировочному плану (англ. Empire Air Training Scheme, EATS), благодаря которому почти 28 000 австралийских лётчиков были обучены в ходе войны.
Первые крупные военные сражения во время войны были проведены против итальянцев в Средиземном море и Северной Африке. На протяжении 1940 года лёгкий крейсер HMAS Sydney (1934) и пять более старых по сроку службы эсминцев (прозванные «флотилией из куска металлолома» [англ. Scrap Iron Flotilla] нацистским пропагандистом министром Йозефом Геббельсом; это прозвище с гордостью приняли на себя суда) принимали участие в сериях операций, входя в британский Средиземноморский флот, и потопили несколько итальянских военных кораблей. Армия впервые приняла военное участие в январе 1941 года, во время которого 6-й Дивизион вошёл в состав Содружеских сил в рамках операции «Компас». Дивизион атаковал и захватил порт Бардия 5 января и город Тобрук 22 января с десятками тысяч окружённых итальянских солдат в обоих местах. Он также участвовал в преследовании итальянской армии и захвате Бенгази 4 февраля. В конце месяца он передислоцировался в Грецию и был замещён 9-м Дивизионом.

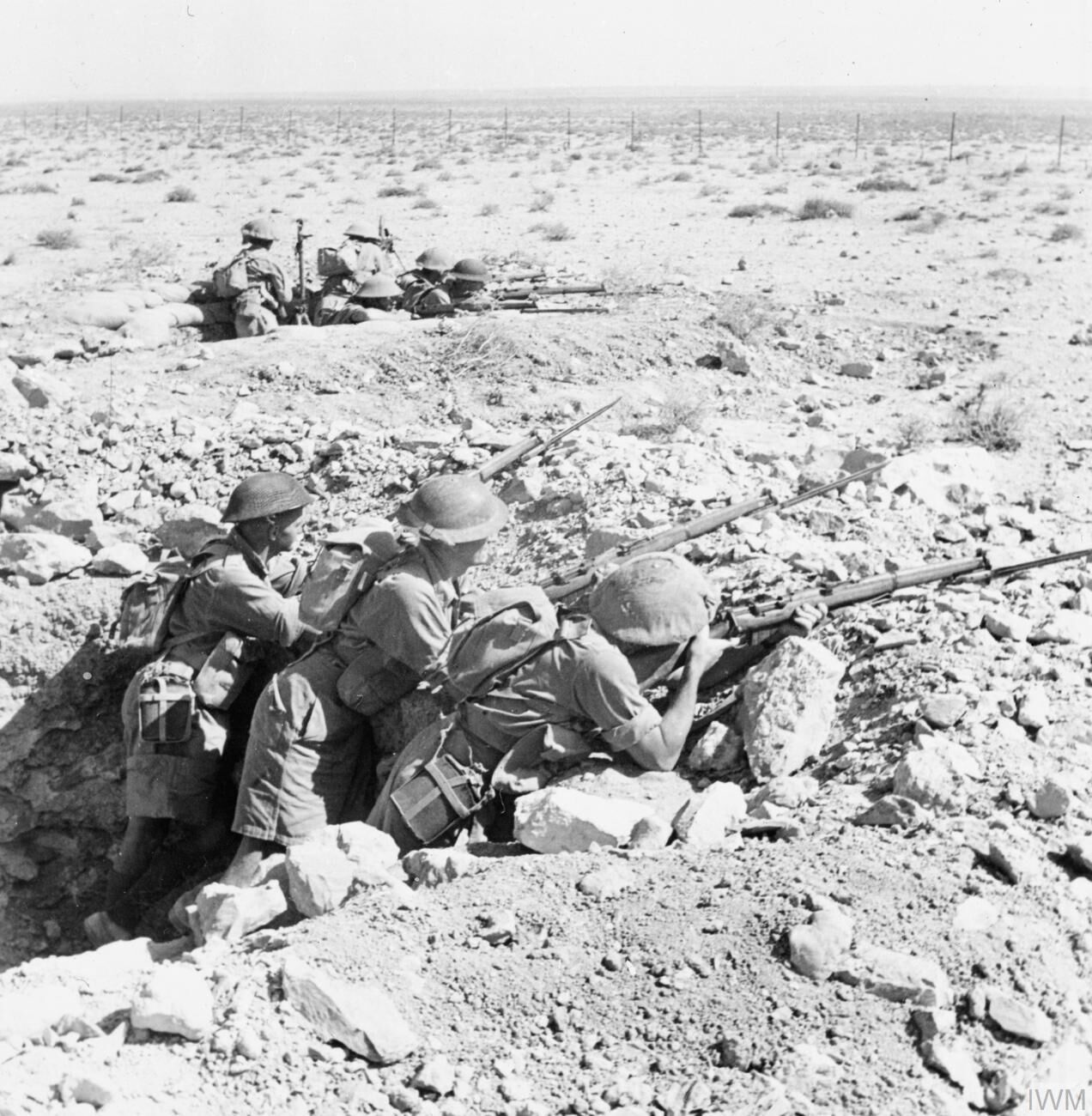
Австралийские солдаты в Тобруке.

Австралийские силы участвовали в ряде кампаний 1941 года. В апреле 6-й Дивизион, некоторые элементы 1-го Корпуса и несколько военных кораблей Австралии вошли в состав союзнических сил, безуспешно защищавших Грецию от нацистов во время Греческой операции. Под конец кампании 6-й дивизион был эвакуирован в Египет и Крит. Впоследствии силы участвовали в Критской операции в мае, завершившейся второй неудачей для союзников. Более 5 000 австралийцев были захвачены в плен, и 6-й дивизион, после сильных потерь, требовал время для восстановления, прежде чем снова вступить в бой. В конце марта итальянские и немецкие силы перешли в наступление в Северной Африке, тем самым откинув Содружеские силы ближе к границе с Египтом. 9-й Дивизион и бригада 7-й Дивизиона были осаждены в Тобруке; они успешно защитили порт до прибытия британских солдат в октябре. В июне основной состав 7-го Дивизиона, бригада от 6-го Дивизиона и штаб 1-го Корпуса принимали участие в Сирийско-Ливанской кампании против Французского государства. Сопротивление, вопреки ожиданиям, оказалось сильнее, и австралийцы были втянуты в большинство битв и потеряли много солдат перед французской капитуляцией в начале июля.
Большинство австралийских солдат вернулось в Австралию из Средиземного моря в начале 1942 года после начала войны на Тихом океане. 9-й Дивизион являлся крупнейшим подразделением, остававшимся на Ближнем Востоке, который сыграл ключевую роль в Первой и Второй битве при Эль-Аламейне в октябре. Дивизион вернулся в Австралию в начале 1943 года, в то время как несколько эскадрилий Королевских ВВС Австралии и военных кораблей Королевских ВМС Австралии участвовали в последующих Тунисских и Итальянской кампаниях.

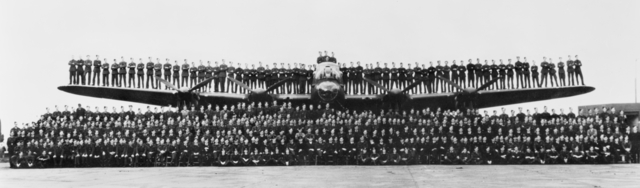
Члены 460-й эскадрильи Королевских ВВС Австралии и бомбардировщика Ланкастер G for George в августе 1943 года.

Роль Королевских ВВС Австралии в стратегическом воздушном наступлении на территорию Европы является основным вкладом со стороны Австралии в поражение Германии. Приблизительно 13 000 австралийских лётчиков служили в десятках британских и пяти австралийских эскадрильях бомбардировочной Команды ВВС в период с 1940 года и до конца войны. Австралийцы принимали участие во всех крупнейших наступательных операциях бомбардировочной авиации и понесли тяжёлые потери в ходе налётов на немецкие города и объекты противник во Франции. Австралийский экипаж, участвуя в бомбардировочной авиации, имел один из самых высоких показателей потерь по сравнению с любой из частей австралийской армии на протяжении Второй мировой войны и составлял примерно 20 % от всех потерей Австралии в ходе сражений; 3 486 солдат было убито и ещё несколько сотен взято в плен. Австралийские лётчики на лёгких бомбардировщиках и истребителях в составе эскадрилий принимали участие в освобождении Западной Европы в 1944 и 1945 гг., а также две патрульных эскадрильи Королевских ВВС Австралии служили во время битвы за Атлантику.

### Азиатско-Тихоокеанский регион

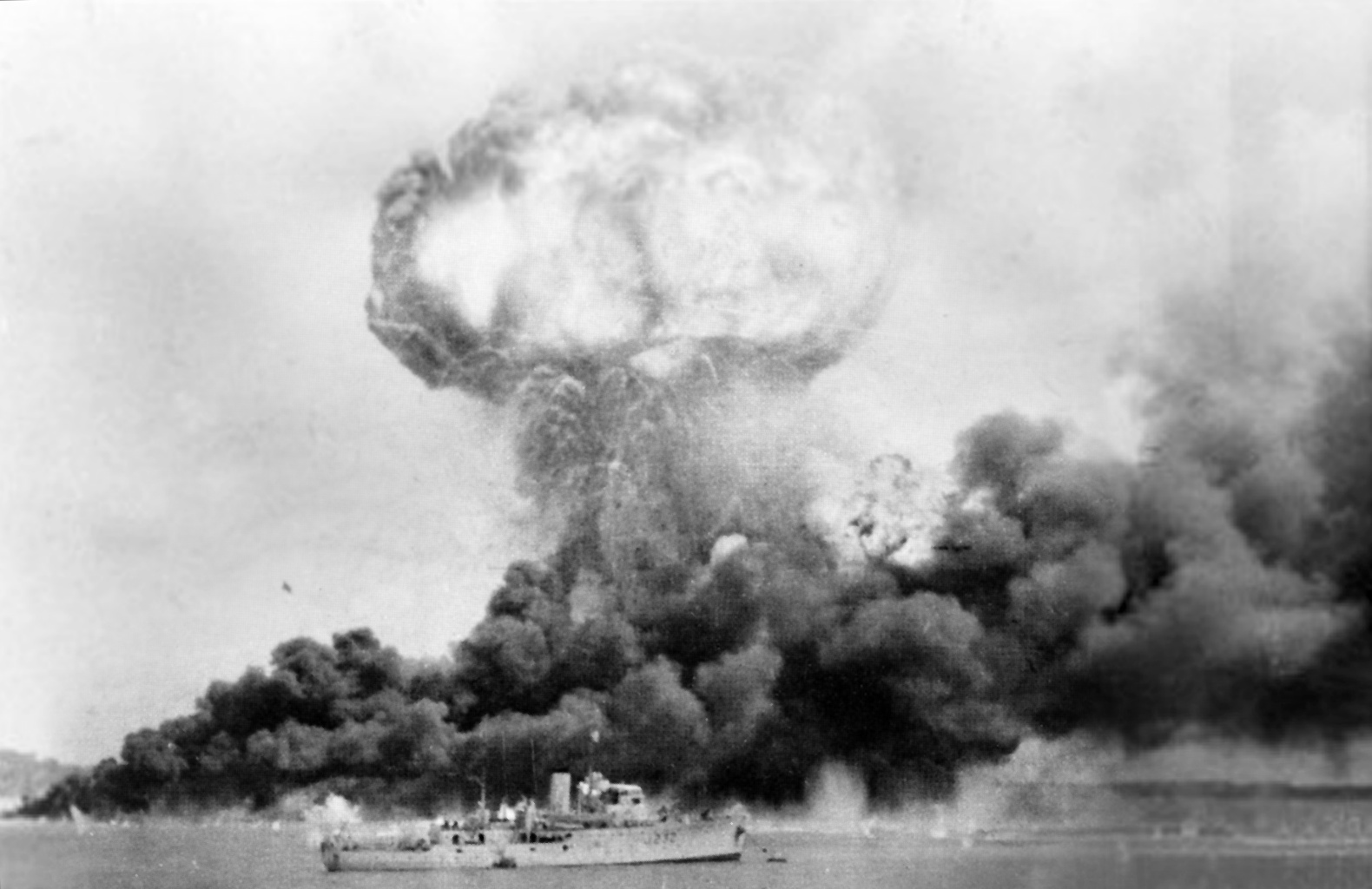
Бомбардировка Дарвина (1942).

С 1920-х годов в обороне Австралии преобладали идеи так называемой «Сингапурской стратегии». Эта стратегия включала в себя создание и оборону основной морской базы в Сингапуре, из которой большой британский флот смог бы отреагировать на агрессию со стороны Японии. Для достижения намеченной цели Австралия поддерживала высокий уровень военных сил в Малайе в 1940—1941 годах из-за увеличения угрозы со стороны Японии. Однако имея в виду поддержку со стороны Великобритании, Австралия сохраняла относительно небольшой военный контингент в Австралии и Азиатско-Тихоокеанском регионе. В 1941 году были приняты меры по увеличению обороноспособности страны против Японии в связи с угрозой возникновения войны, но их оказалось недостаточно. В декабре 1941 года австралийская армия оставила в Тихом океане 8-й Дивизион, большинство подразделений которого располагалось в Малайе, а другие восемь частично обученных и экипированных в Австралии. Королевские ВВС Австралии были оснащены 373 самолётами, большинство которых являлись устаревшими тренировочными, а Королевский ВМФ Австралии имел три крейсера и два эсминца, дислоцировавшихся в австралийских водах.
Австралийские военные потерпели ряд поражений в первые месяцы войны на Тихом океане. 8-й Дивизион и эскадрильи ВВС Австралии в Малайе образовали основную часть сил Содружества, которые были не в состоянии отразить меньшие силы проникновения Японии, высадившиеся 7 декабря. Силы Содружества были отброшены в Сингапур в конце января и были вынуждены сдаться противнику 15 февраля после захвата Японией большей части территории острова. Малые по размерам австралийские войска также проигрывали в битвах за Рабаул, Амбон, Тимор и Яву. Австралийский город Дарвин был сильно разбомблен японцами 19 февраля для предотвращения использования города в качестве союзнической базы. Более 22 000 австралийцев попали в плен в начале 1942 г. и пережили тяжёлые условия жизни в плену. Заключённые часто голодали, избивались и умирали от охранников, а также им не оказывалась медицинская помощь. В результате в плену погибло 8 296 австралийцев.
Частые и быстрые поражения союзнических войск в Тихом океане вызвали опасения в австралийском обществе по поводу возможного вторжения на австралийский материк. Возможность этого со стороны Японского Императорского флота существовала в начале 1942 г., однако призналась невозможным после того, как Императорская Ставка, которая вместо принятой стратегии изоляции Австралии от США захватила Новую Гвинею, Соломоновы острова, Фиджи, Самоа и Новую Каледонию. В то время этот факт не был известен союзникам, из-за чего австралийская армия была значительно увеличена для встречи агрессоров. Большое число боевых единиц Армии США и ВВС США прибыли в Австралию в начале 1942 г., после чего в марте вооружённые силы Австралии стали подконтрольны генералу Дугласу Макартуру.

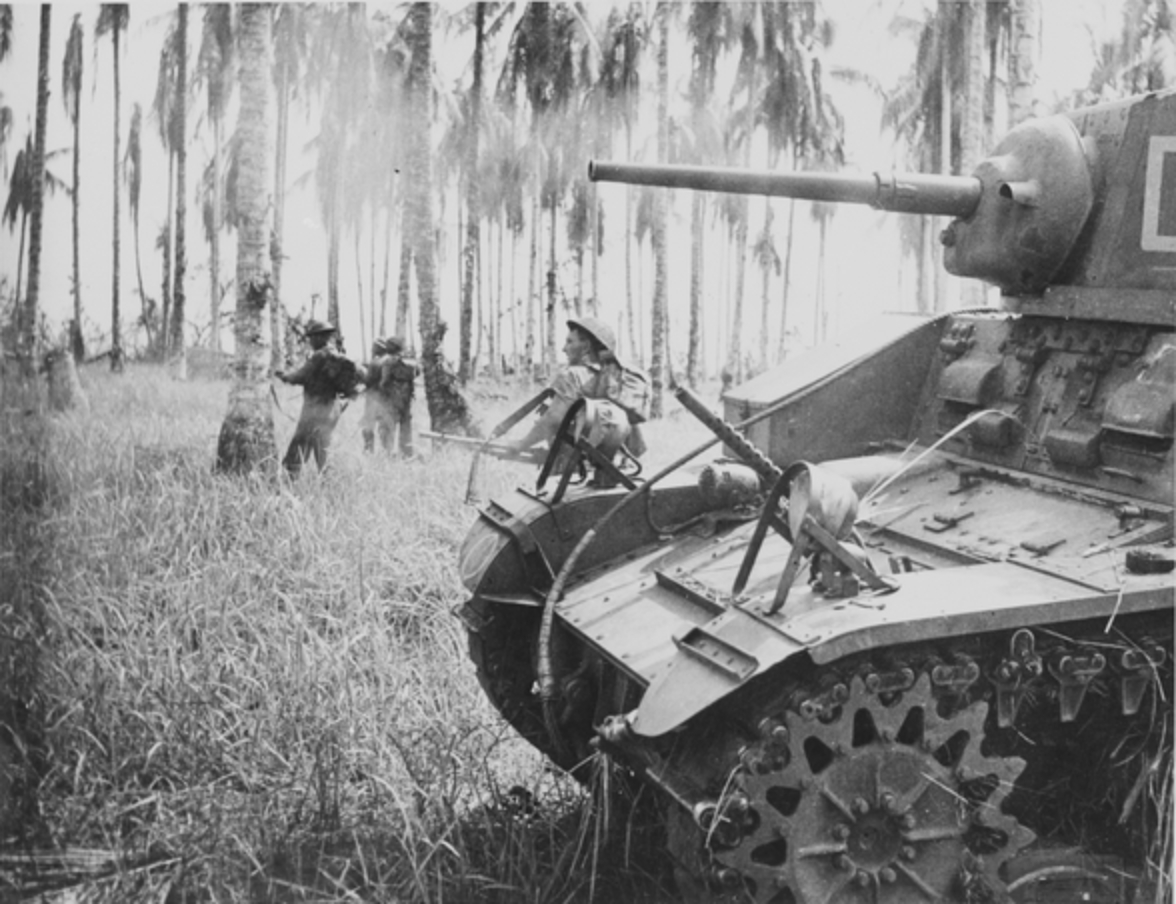
Австралийская пехота и танки во время финальной атаки Буны.

Австралийцы сыграли центральную роль в Новогвинейской кампании в 1942—1943 гг. После попытки высадки войск в Порт-Морсби они были разбиты в сражении в Коралловом море, японцы попытались захватить стратегически важный город, пройдя через хребет Оуэн-Стэнли и Милн-Бэй. Австралийские силы отразили эти атаки в ходе битв за Кокоду и Милн-Бэй при поддержке ВВС Австралии и ВВС США. Боевые единицы армии Австралии и США впоследствии осаждали и захватывали японские базы на северном побережье Папуа в битве Буна-Гона. Также австралийской армией была отражена попытка захвата города Уау в январе 1943 г., после чего перешла в наступление в рамках кампании Саламауа-Лаэ в апреле. В конце 1943 г. 7-й и 9-й Дивизионы сыграли важную роль в Картвильской операции, в ходе которой они высадились на востоке и западе города Лаэ и защитили полуостров Хьюон во время кампаний Хьюон и Финистерре-Рэнйдж.
Австралийский материк был атакован в 1942—1943 гг. Японские субмарины действовали в Австралии с мая по август 1943 г. Целью нападений являлось сокращение линии поддержки между союзниками: Австралия — США — Новая Гвинея, однако они были безуспешны. Также японские самолёты проводили воздушные рейды на союзнические базы в северной Австралии, использовавшиеся для образования кампании Северо-Западного Района против японских сил, направленных против Голландской Ост-Индии.

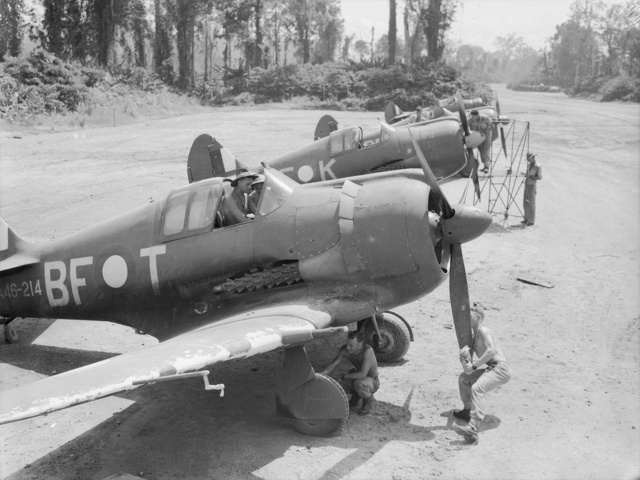
Разработанный Австралией самолёт CAC Boomerang в Бугенвиле, начало 1945 г.

Австралия прекратила участие в Тихоокеанской войне к 1944 г. Увеличивающиеся силы США в Тихом океане показали армию Австралии как что-то излишнее и нуждающееся в рабочей силе, после чего власти вынуждены были сокращать численность вооружённых сил и начинать налаживать военное производство. Тем не менее, правительство хотело вернуть утерянную активность, что привело к соглашению с предложением Макартура, предписывавшего в участии малых, незначительных кампаний. В конце 1944 г. австралийские войска и эскадрильи Королевских ВВС Австралии подменили американские гарнизоны в восточной части Новой Гвинеи, Новой Британии и Бугенвиле, а затем приступили к уничтожению оставшихся японских сил. В мае 1945 г. 1-й корпус, Первые Австралийские тактические ВВС, ВВС и ВМС США приступили к выполнению Борнейской операции, которая продолжалась до конца войны. Кампании способствовали малым поражениям в боях со стороны Японии и их исходы являются спорными.
После капитуляции Японии 15 августа 1945 г. Австралия взяла на себя ответственность за оккупированные большинства территорий Борнео и востока Голландской Ост-Индии до восстановления британского и голландского колониального господства. Также, австралийскими властями был проведён ряд дел о военных преступлениях со стороны Японии. В войне участвовало 993 000 австралийцев, из них 557 000 служили за границей. Потери составили 39 767 и ещё 66 553 раненых человек. Креста Виктории были удостоены 20 австралийцев.

## Холодная война

### Корейская война (1950—1953)

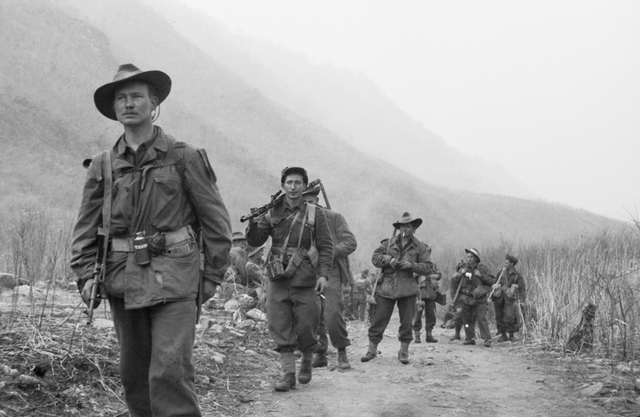
Солдаты 3-го батальона Королевского австралийского полка (1951).

25 июня 1950 г. северокорейская армия перешла границу с Южной Кореей и двинулась на Сеул, который пал менее, чем за неделю. Северокорейские войска продолжали наступление и двинулись к порту Пусан, а после двух дней с начала атаки США предложили свою помощь властям атакованного государства. В ответ Совет безопасности ООН предложил странам-участникам помочь отразить нападение Северной Кореи. Первоначально Австралия взяла истребитель-бомбардировщик North American P-51 Mustang от 77-й эскадрильи Королевских ВВС Австралии и пехоту от 3-го батальона Королевского австралийского полка и разместила их на территории Японии в рамках британских Содружеских оккупационных сил (англ. British Commonwealth Occupation Force). Это помогло провести служащий персонал и большинство поставок британским Содружеским силам Кореи. Фрегат ВМФ HMAS Shoalhaven (K535) и эсминец HMAS Bataan (I91) также участвовали в рамках конфликта, а позже к ним присоединился авианосец HMAS Sydney (1944).
Во время прибытия 28 сентября 3-го Батальона Королевского австралийского полка северокорейская армия была в отступлении из-за Инчхонской высадки войск. Под командованием Верховного главнокомандующего ООН, генерала Дугласа Макартура, батальон двинулся на север и был втянут в его первую серьёзную схватку при Пхеньяне, приближаясь к реке Ялу. После вмешательства китайских войск силы ООН были разбиты в ходе ряда сражений, и 3-й Батальон вынужден был отступить к 38-й параллели.
Австралийские войска приняли участия в двух крупных военных сражениях в 1951 г., первое из которых началось при Капхёнге. 22 апреля китайские войска атаковали Капхёнскую долину и принудили южнокорейских солдат отступить. Австралийским и канадским солдатам было приказано остановить это наступление. После ночной схватки австралийцы отбили свои позиции, результатом чего являлись 32 убитых и 59 человек раненых. В июле 1951 г. австралийский батальон вошёл в состав комбинированного из канадских, британских, австралийских, новозеландских и индийских сил, сформировав 1-й Содружеский Дивизион. Во второй крупной битве они сражались в рамках операции «Коммандо» и, после произошедшей атаки со стороны Китая, в битве при реке Имджин. 1-й Содружеский Дивизион контр-атаковал 3 октября, поражая несколько целей, включая Хилл 355 и Хилл 317, после чего Китай отступил по прошествии пяти дней. Австралийские потери включали в себя 20 убитых и 104 раненых человека в ходе битвы, ставшей известной как Первая битва при Марьян-Сане.

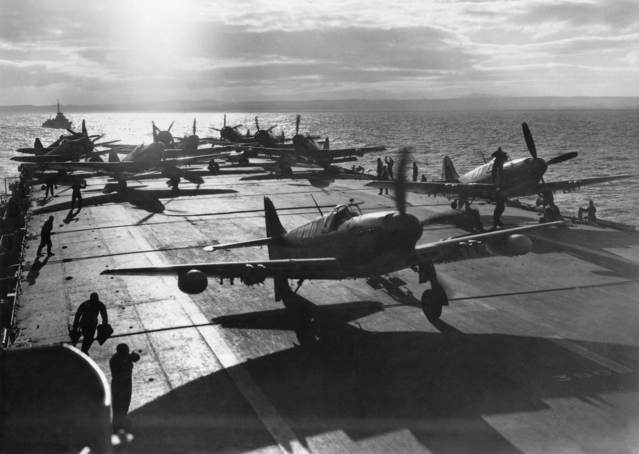
Покидающий авианосец HMAS Sydney (1944) самолёт.

Воюющие стороны вскоре перешли к позиционной войне, которая сродни́ произошедшему во время Первой мировой, в которой люди жили в туннелях, редутах, фортах, окружённых мешками с песком, и за колючей проволокой. С 1951 г. и до конца войны 3-й Батальон в горах рыл окопы на восточной стороне позиций дивизии к северо-востоку от реки Имджин. На против них располагались сильно укреплённые китайские позиции. В марте 1952 г. Австралия увеличила свои военные силы ещё двумя батальонами, посылая 1-й Батальон Королевского австралийского полка. Последний оставался в Корее 12 месяцев, после чего был заменён 2-м Батальоном в апреле 1953 г. Австралийцы сражались в своей последней битве 24—26 июля 1953 г., во время которой 2-й Батальон удерживал свои позиции для заранее известной атаки с китайской стороны на реке Самичон, потерпев потери в 5 убитых и 24 раненых солдат.
Военные действия были приостановлены 27 июля 1953 г. Во время войны служили 17 808 австралийцев, 341 из которых был убит, 1216 ранены, 30 взяты в плен и 43 пропали без вести.

### Война в Малайе (1950—1960)
Война в Малайе была объявлена 18 июня 1948 года после убийства трёх управляющих членами коммунистической партии Малайи (сокр. МКП). Участие Австралии началось в июне 1950 г., после которого в ответ на запрос Великобритания отправила шесть самолётов Avro Lincoln от 1-й эскадрильи и Dakotas от 38-й эскадрильи, прибывших в Сингапур и образовавших часть британских Содружеских дальневосточных ВВС. Dakotas позднее использовались для перевозки грузов, солдат и разбрасывания листовок, а самолёты Avro Lincoln осуществляли бомбардировки на коммунистическо-террористические базы. ВВС были особенно успешны в воздушных боях; одним из ярких примеров является так называемая операция «Термит», во время которой пять бомбардировщиков Avro Lincoln уничтожили 181 коммунистический лагерь, убили 13 коммунистов и заставили капитулировать, а затем присоединились в операцию Королевских ВВС Великобритании и сухопутных войск.
Австралийские сухопутные войска высадились в Малайе в октябре 1955 г. в составе Дальневосточного стратегического резерва. В январе 1956 г. первая пехота в составе 2-го Батальона Королевского австралийского полка развернулась на Малайском полуострове. Батальон участвовал, в основном, в операциях по «зачистке» следующие 20 месяцев, проводя обширное патрулирование, включая прилегающие территории коммунистическо-террористических лагерей, являясь частью 28-й британской Содружеской бригады. Контакт с врагом был нечастым, а результаты малы — относительно немного убитых. 2-й Батальон покинул Малайзию в октябре 1957 г. и сменился 3-м Батальоном. Последний прошёл шесть недель обучения в джунглях, после чего стал отбрасывать силы МКП обратно в джунгли Перака и Кедаха. Новый батальон широко участвовал в патрулированиях и засадах. Контакт с противником снова был нечастым, однако он добился больше успехов, чем его предшественник. К концу 1959 г. операция против МКП вошла в финальную фазу, после которой большинство коммунистов были отброшены к границе с Таиландом и за неё. 3-й Батальон покинул Малайзию и снова сменился 1-м Батальоном, которому не пришлось контактировать с повстанцами, после чего в октябре 1960 г. он сменился на 2-й Батальон, дислоцировавшийся в Малайзии до августа 1963 г. Война в Малайе официально закончилась 31 июля 1960 г.
Австралией в качестве поддержки предоставлялись артиллерия, техническая помощь и самолёты. Королевские ВМС Австралии служили в малайских водах, атакуя найденные позиции коммунистов в 1956—1957 гг. Война была для Австралии самым продолжительным действием в её военной истории. В войне участвовали 7 000 австралийских солдат, среди них 51 погиб, хотя только 15 из них участвовали в операциях, и ещё 27 раненых.

### Рост военных и морских сил в 1960-х

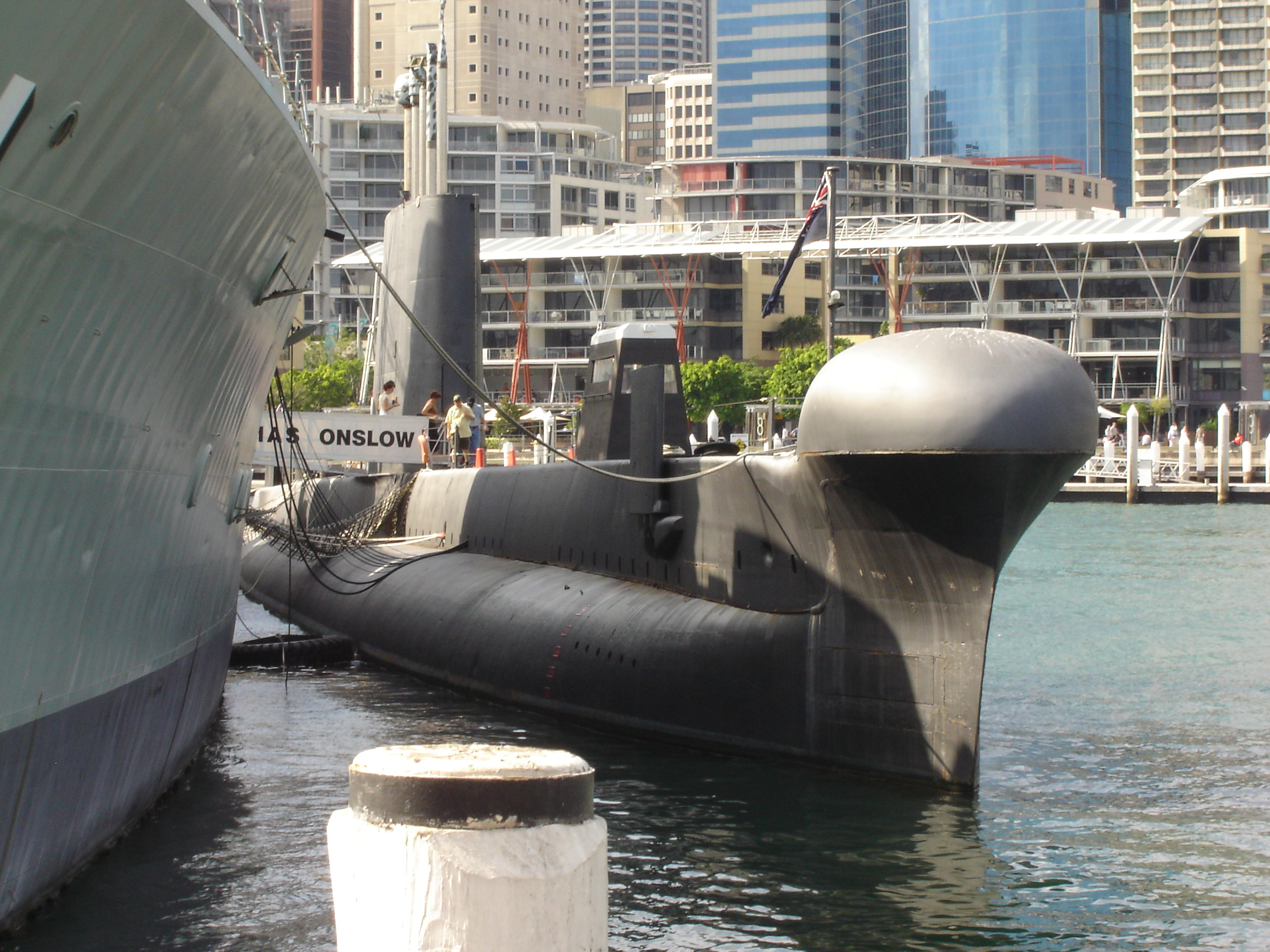
Субмарина типа «Оберон» HMAS Onslow в Австралийском национальном морском музее.

В начале 1960-х гг. премьер-министр Роберт Мензис значительно расширил австралийскую армию таким образом, что удалось выполнить правительственную политику наступающей обороны (англ. Forward Defence) в юго-восточной Азии. В 1964 г. объявил увеличение финансирования обороны. Силы австралийской армии увеличились на 50 % за три года с 22 000 до 33 000, дополнительно образуя три полных бригады дивизионов с девятью батальонами. Королевские ВВС и ВМФ Австралии также увеличились на 25 %. В том же году воинская повинность в Австралии была вновь введена в соответствии с Актом о воинской службе от 1964 года для выбранных 20-летних мужчин на срок 2 года.
В 1961 г. три эсминца типа «Чарльз Ф. Адамс» были приобретены у США для замены стареющих эсминцев типа «Кью». По традиции ВМФ Австралии купили корабли тех же конструкций, которые имелись в Королевском ВМФ Великобритании, учитывая, что покупка у США была значительной. HMAS Perth (D 38) и HMAS Hobart (D 39) вступили во флот в 1965 г., а двумя годами позднее присоединился HMAS Brisbane (D 41). Другие проекты включали в себя постройку шести фрегатов типа «Ривер», преобразование авианосца HMAS Melbourne (1945) в противолодочное судно, приобретение десяти вертолётов Уэссекс и закупку шести субмарин типа «Оберон».
Королевские ВВС Австралии получили первые истребители Мираж в 1967 г., оснащая ими 3-й, 75-й и 77-й эскадрильи ВВС. Служба также получила американский самолёт F-111, транспортник С-130, морской разведывательный самолёт Orion и учебно-тренировочные Macchi.

### Индонезийско-малайзийская конфронтация (1962—1966)

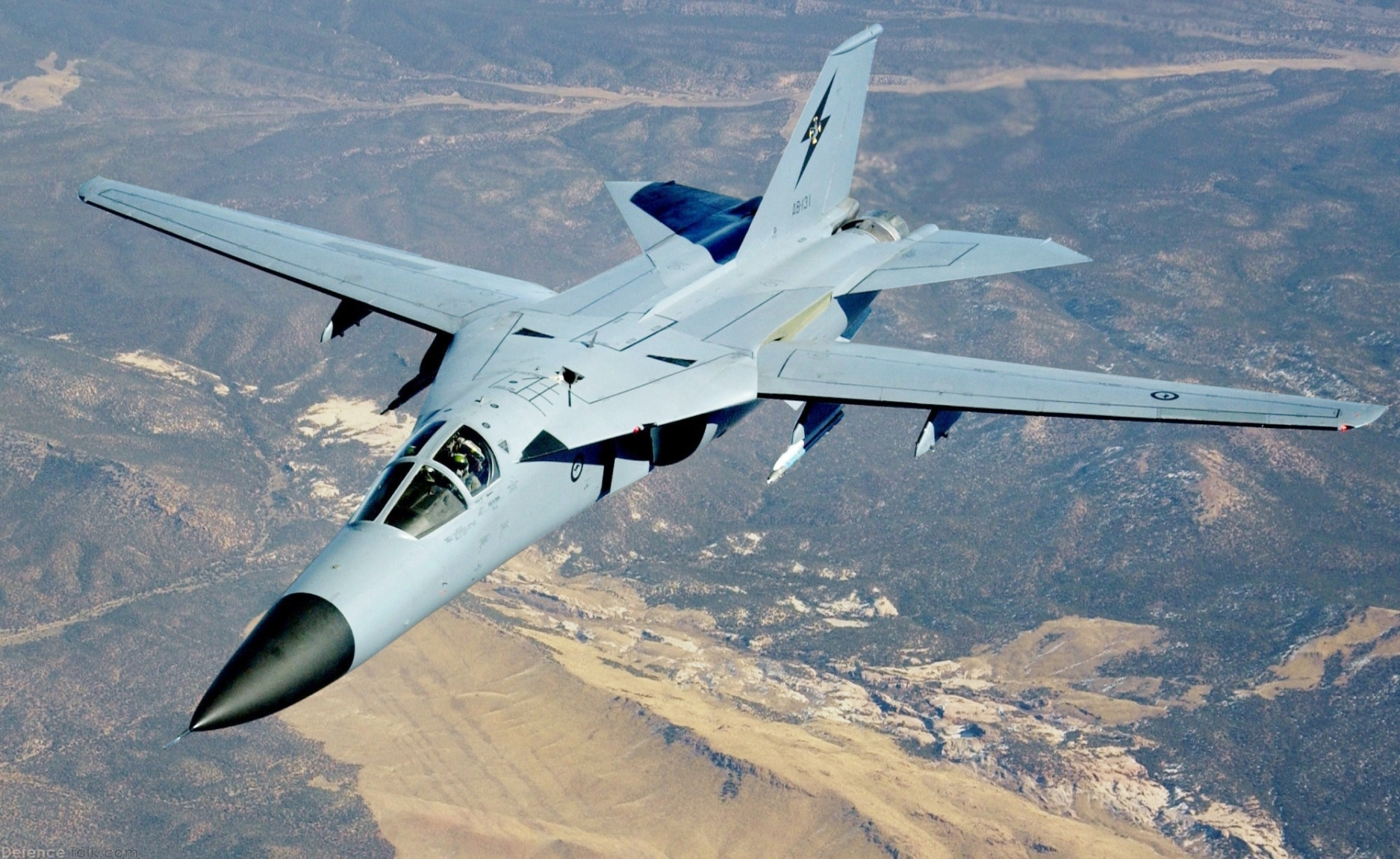
Самолёт Королевских ВВС Австралии F-111. Окончательно списан в декабре 2010 года.

Индонезийско-малайзийская конфронтация происходила с 1962 по 1966 гг. между Британским Содружеством и Индонезией, в ходе которого Содружество пыталось обеспечить оборону нового государства. Война была локальной и происходила в основном на острове Борнео, однако всё же несколько морских и воздушных вторжений на Малаккский полуостров имели место. Являясь частью австралийских вооружённых сил, обеспечивающих безопасность Малайзии, солдаты армии, ВМС и ВМФ дислоцировались здесь в рамках Дальневосточного стратегического резерва. Австралийское правительство с осторожностью относилось к своему вмешательству в войну с Индонезией и на первоначальном этапе ограничивало своё участие в защите полуострова Малакка. Австралийские солдаты участвовали в двух случаях, в ходе которых 3-й Батальон помогал в зачистке проникших сил противника с моря и воздуха при Лабисе и Понтиане в сентябре и октябре 1964 г.
После этих нападений правительство уступило британским и малайзийским запросам о развёртывании пехотного батальона в Борнео. На ранних стадиях британские и малайзийские войска обороняли только границу между государством и восставшей территорией, включая населённые пункты с мирными жителями. Однако ко времени развёртки австралийских батальонов, англичане пошли на более агрессивные действия: пересекли границу для получения нужных данных и заставили оставаться индонезийские войска в обороне в ходе действий под кодовым названием операция «Кларе». Бой происходил в джунглях, горах и при изнурительной погоде, войска проводили операции, характеризуемые использование баз, расположенных далеко от границы, её пересечение, использование вертолётов для поддержки и снабжения войск, а также применение технологий по определению передвижения человека и радиоэлектронную разведку для определения врага.
3-й Батальон Королевского австралийского полка развернулся в Борнео в марте 1965 г. и служил в Сараваке до конца июля на обеих сторонах границы. Батальон имел четыре основных контакта с индонезийскими силами и множество других малых (например, битва при Сангей Кимба, Киндау и Бабанг), включая двух подорвавшихся на минах солдат. 4-й Батальон во время службы имел менее насыщенные боевые действия между апрелем и августом 1966 г. и служил за границей, где несколько раз столкнулся с индонезийскими солдатами. Эскадрилья Специального воздушного полка (англ. Special Air Service Regiment) также была развёрнута в 1965 и снова в 1966 гг., принимая участия в трансграничных операциях и принося значительные потери для индонезийцев, которые часто действовали под прикрытием. Другие подразделения включали в себя артиллерию и обслуживающий персонал, в то время как корабли Королевских ВМС Австралии участвовали в обстрелах индонезийских позиций в Борнео и проникших в Сингапурский пролив. Королевские ВВС Австралии играли незначительную роль, хотя при условии увеличения масштабов войны она бы увеличилась.
Операции в Борнео были засекречены и мало освещались в австралийской прессе, в то время как официальное признание в трансграничных войнах произошло только в 1996 г. После военного переворота в Индонезии, в котором принимал участие генерал Сухарто, пришедший к власти, был подписан мирный договор в августе 1966 г., который завершил конфликт. Во время войны служили 3 500 австралийцев, 16 из которых погибли (7 во время боя) и 8 ранено.

### Война во Вьетнаме (1962—1973)

Изображение австралийских солдат 7-го Батальона Королевского Австралийского полка, ожидающих вертолётов UH-1 Iroquois.

Вмешательство Австралии во Вьетнамскую войну в основном было вызвано ростом коммунизма в Юго-Восточной Азии по прошествии Первой мировой войны. Вследствие этого, Австралия приняла решение о поддержке войны на протяжении всей декады в начале 1960-х гг. В 1961 и 1962 гг. лидер южновьетнамского правительства, Нго Динь Зьем, попросил помощи у США и их союзников из-за увеличения повстанческих сил, поддерживаемых коммунистическим правительством Северного Вьетнама. Австралией были посланы 30 военных советников от Австралийской тренировочной команды армии Вьетнама (англ. Australian Army Training Team Vietnam), ставших позже известными просто как «Команда». Они прибыли в июле и августе 1962 г., тем самым ознаменовав вмешательство Австралии в войну. В августе 1964 г. Королевские ВВС Австралии послали транспортный самолёт Caribou в порт города Вунгтау.
Безопасность в Южном Вьетнаме все равно продолжала ухудшаться, из-за чего США увеличили свой контингент до 200 000 солдат к началу 1965 г. В свою очередь со стороны Австралии были посланы 1-й Батальон Королевского австралийского полка для несения службы вместе с 173-й воздушно-десантной бригадой в провинции Бьенхоа в июне 1965 г.; впоследствии они сражались в ряде важных схваток, включающих в себя битвы Хобувудс и Шуойбонгчанг. В марте 1966 г. правительство Австралии рапортовало о развёртывании на территории Вьетнама 1-е Австралийские целевые силы, в которые было набрано большое количество призывников, размером с бригаду, заменившие 1-й Батальон. Состоявшие из двух батальонов пехоты, техники, авиации, артиллерии и других групп поддержки, целевые силы отвечали за их территорию и базировались при Нуйзат, в Фыоктуи. Включения у сил состояли из вертолётов Iroquois от 9-й эскадрильи Королевских ВВС Австралии. В битве при Лонгтан 18 августа 1966 г. рота Д (англ. D Company) 6-го Батальона при значительной поддержке артиллерии удержала и победила силы Вьетконга, по крайней мере в 6 раз превосходящих их по числу солдат. 18 австралийцев были убиты и ещё 24 ранены; со стороны нападающих погибло 245 коммунистов.
С провинцией Фыоктуи, позднее становящейся все более подконтрольной на протяжении 1967 г., австралийцы провели значительно больший период времени, отведённый для операций. Впоследствии 1-е Австралийские целевые силы были переброшены по воздуху на пути, ведущие в Сайгон, в целях пресечения движения коммунистов на столицу в ходе операции «Кобург» в рамках Тетского наступления 1968 года и позднее битвы при Корал-Балморал в мае и июне 1968 г. При огневой поддержке баз Корала и Балморала австралийцы столкнулись с северовьетнамской армией и силами Вьетконга, действовавшими своим батальоном и полком первый раз во время войны, что привело к сражению для их наибольшей по масштабам и угрозе поражения, а также по времени действия схватки во время войны. После 26 дней сражения потери Австралии составили 25 убитых и 99 раненых; со стороны противника эта цифра составляла 267 убитых, 7 раненых и 11 захваченных в плен коммунистов. Другие важные битвы включают в себя Биньба (июнь 1969), Хатзить (конец декабря 1968 г.) и Лонгкхань (июнь 1971 г.). В разгар австралийского вмешательства 1-е Австралийские целевые силы состояли из 8 500 солдат, дополнительно включая в себя три пехотных батальона, технику, артиллерию, ремонтные группы, логистов и лётчиков. 3-й блок Батальона Королевского австралийского полка, 2-я эскадрилья Королевских ВВС Австралии и бомбардировщики English Electric Canberra и 4 эсминца Королевских ВМС Австралии присоединились к американским патрулирующим на территории северовьетнамских вод в 1967 г..
Вывод австралийских солдат активно начался в ноябре 1970 г. Как следствие, общая стратегия союзников по вьетнамизации и стремление правительства Австралии уменьшить своё вмешательство в войну привели к тому, что 8-й Батальон Королевского Австралийского полка не был заменён по окончании его срока службы. 1-е Австралийские целевые силы вновь уменьшились в своём составе до двух пехотных батальонов, хотя и не перестали иметь значительные количества техники, артиллерии и поддержку авиации. Боевые силы претерпели дальнейшее сокращение в 1971 г., как часть поэтапного вывода, и уже к октябрю целевые силы прекратили свою деятельность. Между тем, военные консультанты ещё выполняли миссии по перевозке южновьетнамских солдат до начала их вывода 18 декабря 1972 г. вновь избранным Лейбористским правительством, главой которого являлся Гоф Уитлэм. Последние австралийские силы были выведены в 1973 г. Вьетнамская война для Австралии являлась самой продолжительной и спорной, и хотя в начале она заручилась поддержкой других стран, военное присутствие увеличивалось по мере увеличения риска эскалации масштабов войны. Более 50 000 австралийцев служило во Вьетнаме, 519 из них были убиты и 2 398 ранены. Четыре австралийца удостоились креста Виктории.

## Поствьетнамская эра

### Образование Сил обороны Австралии (1976)
Важность совместной войны была выявлена во время Первой мировой войны, в которой военно-морские, наземные и воздушные силы часто служили в рамках одной «команды», в которой отсутствовала централизованная власть, что, в итоге, приводило к плохой координации военных действий, состоявшей в различных военных доктринах. Необходимость в объединённом командовании получила большее внимание в ходе проведения военных действий со стороны Австралии во Вьетнаме. В 1973 г. секретарь Департамента обороны, Артур Тэйндж, предоставил доклад правительству Австралии, в котором рекомендовалась унификация разъединённых департаментов и образование должности начальника персонала Сил обороны.
Лейбористское правительство Уитлэма впоследствии объединило три министерства (обороны, ВМФ, армии, ВВС и поддержки) в один Департамент обороны в 1973 г., а призыв в армию был отменён. 1 января 1976 г. три военные ветви Австралии объединились в одну и образовали Силы обороны Австралии (англ. Australian Defence Force), состоящие из добровольных профессиональных солдат. На сегодняшний день они управляются офисами Рассела (военный комплекс) в Канберре и делятся на воздушные, земные, морские и специальные командования. Кроме этого, Северное командование базируется в Дарвине и несёт ответственность за операции на территории Северной Австралии.

### Оборона Австралии (1980-е и 1990-е)
До 1970-х гг. австралийская военная стратегия базировалась на наступательной обороне (англ. Forward Defence), в которой военная роль страны заключалась во взаимодействии с союзниками против угроз, направленных на австралийский регион. В 1969 г. после того, как Соединёнными Штатами Америки была принята доктрина Никсона и британцами были прекращены планы по «east of Suez» (фраза, использующаяся в политике и военном деле и обозначающая заинтересованность Великобритании в территориях, лежащих за пределами Европы), Австралией были разработана оборонная политика, подчёркивающая самообеспеченность австралийского континента. В оборонной политике Австралии внимание страны направлялось на защиту подходов к северным морским нациям от возможного нападения.
В соответствии с этой целью Силы обороны Австралии (сокр. СОА) были реструктуризованы для увеличения возможности нанесения удара противнику с австралийских баз и отразить атаки на страну. Силы обороны добились этого за счёт увеличения возможностей Королевских ВМС и ВВС Австралии и передислоцирования частей регулярной армии на север страны. В то время у СОА не было военный ресурсов для их оперативного развёртывания за пределами страны. В 1987 г. СОА совершили своё первое оперативное развёртывание в рамках операции «Моррис Дэнс», в которой несколько военных кораблей и стрелковых рот прибыли в воды Фиджи в ответ на фиджийский переворот 1987 года (англ. 1987 Fijian coups d'état). Поставленная задача была успешно выполнена, однако подчеркнула необходимость СОА об увеличении скорости реагирования на непредвиденные обстоятельства.

### Война в Персидском заливе (1991)

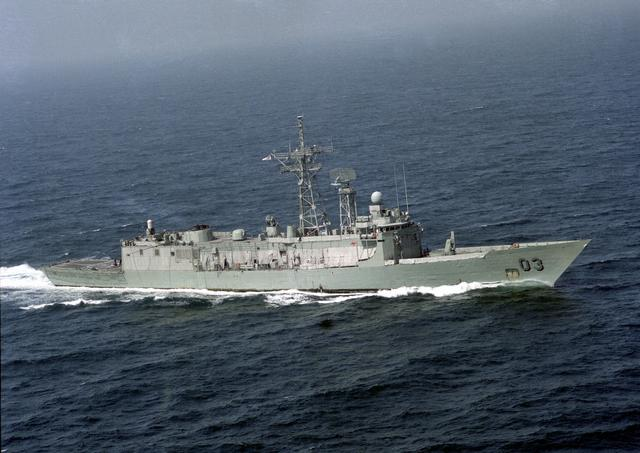
HMAS Sydney (FFG 03) в Персидском заливе (1991).

Австралия была членом международной коалиции, отправившая военные силы в войну в Персидском заливе и развернувшая военно-морскую группу из двух военных кораблей — корабль поддержки и дайвинговую команду; контингент состоял в общей сложности из 750 человек. Австралийский вклад по развёртке военного персонала в активную боевую зону был первым со времени образования СОА и позволил испытать их возможности. Силы Австралии не увидели военных действий и вместо этого они играли значительную роль в соблюдении санкций, введённых против Ирака после его вторжения в Кувейт. Некоторые солдаты из СОА служили в британских и американских подразделениях и приняли участие в бою; некоторые из них позже были награждены. После войны флот стал регулярно отправляться в Персидский залив и Красное море для продолжения торговых санкций, которые по-прежнему применяются к Ираку.

### Глобальная безопасность, конец 1990-х
С конца 1980-х гг. австралийское правительство все больше увеличивало роль СОА для проведения миротворческих операций во всех мире. Большинство этих заданий потребовало вмешательство малых штатов персонала, а некоторые привели к высадке нескольких сотен миротворцев. Большие развёртывания миротворческих сил проводились в Намибию в начале 1989 г., в Камбоджу между 1992 и 1993 гг., в Сомали в 1993 г., в Руанду между 1994 и 1995 гг. и в Бугенвиль в 1994 и начиная с 1997 гг. В 1996 г. выборы Говадрского либерального правительства привели к значительным реформам Сил обороны Австралии в плане структуры и роли; с проведением оборонной стратегии нового правительства акцент на защиту Австралии смещался с возможности прямого нападения на страну в сторону сотрудничества со странами региона и её союзниками для управления потенциальными угрозами безопасности в знак признания глобальной безопасности австралийских интересов. В соответствии с новым направлением структура СОА изменялась в сторону увеличения доли вспомогательных боевых подразделений и повышения боевой эффективности СОА.

## Новое тысячелетие

### Восточный Тимор, с 1999

Австралийский солдат в Саме, Восточный Тимор, 6 марта 2007 г.

Бывшая португальская колония Восточный Тимор была оккупирована Индонезией в 1975 г., однако после нескольких лет жестокого сопротивления индонезийское правительство во главе с президентом Хабиби Б. Ю. позволило провести стране голосование по вопросу автономии в 1999 г. Миссия ООН в Восточном Тиморе (сокр. МООНВТ, от англ. United Nations Mission in East Timor) была создана для организации и проведения голосования, которое состоялось в конце августа и показало, что 78,5 % населения проголосовали за независимость. Однако после объявления результатов голосования проиндонезийские войска, поддерживаемые элементами армии Индонезии, начали кампанию насилия, грабежей и поджогов, после которых большинство населения страны было убито, а 500 000 были перемещены. Будучи неспособной контролировать насилие, Индонезия впоследствии согласилась на развёртывание многонациональных миротворческих сил. Австралия возглавила международную военную коалицию, известную как Международные силы в Восточном Тиморе (сокр. МСВТ, от англ. International Force for East Timor), организации, которая не являлась частью плана ООН, но действовала в соответствии с резолюциями. Посланные австралийские силы составляли 5 500 человек.
Под всеобщим командованием австралийского генерал-майора Питера Кросгроува МСВТ начали прибывать 12 сентября 1999 г., целью которых являлось восстановление мира и безопасности, защиты и поддержки МООНВТ и содействие по оказанию медицинской помощи. После вывода индонезийских вооружённых сил, полиция и правительственные чиновники Восточно Тимора вместе с МООНВТ вновь учредили свою штаб-квартиру в Дили 28 сентября. 19 октября 1999 г. Индонезия официально признала результаты выборов и вскоре благодаря миротворческим силам ООН была образована Временная администрация ООН в Восточном Тиморе (сокр. ВАООНВТ, от англ. United Nations Transitional Administration in East Timor), взявшая полную ответственность за административное управление в Восточном Тиморе в период его перехода к независимости. Передача командования над военными операциями от МСВТ к ВАООНВТ была завершена 28 февраля 2000 г. Австралия продолжила миротворческую операцию ООН с персоналом в 1 500—2 000 человек, а также отправила десантные суда и вертолёты Black Hawk и стала крупнейшим донором военных кадров в миссиях по поддержанию мира. На протяжении этих операций австралийские силы регулярно сталкивались с индонезийскими войсками и особенно часто вдоль границы с Западным Тимором. Значимые боевые действия произошли в Суаи, Мота’аин и Аидабасалала в октябре 1999 г. Вместе с установлением безопасности в регионе часть австралийских и сил ООН были выведены в 2005 г. Двое австралийцев погибли по небоевым причинам, в то время как несколько были ранены в ходе боевых действий.
Непредвиденное развёртывание войск в Восточном Тиморе в 1999 г. привело к значительным изменениям австралийской оборонной политики и увеличению опыта СОА по проведению операций за пределами Австралии. Успешное развёртывание было проведено в первый раз. В Белая книга обороны 2000 года уделяла больше внимания подготовке СОА по зарубежным развёртываниям. Австралийское правительство обязалось улучшить подготовку СОА путём повышения готовности и экипировки солдат, увеличением постоянного служащего персонала до 57 000 человек и увеличением реальных расходов на оборону на 3 % каждый год.
В мае 2006 г. 2 000 персонала СОА были снова развёрнуты в Восточном Тиморе в рамках операции «Астьют» для устранения беспорядков со стороны Сил обороны Тимо́р-Ле́шти. Австралийские войска были вовлечены в несколько столкновений, включая тяжёлые столкновения с повстанцами под командованием Альфредо Рейнадо в Саме 4 марта 2007. Однако в начале 2010-х гг. безопасность стабилизировалась; всего 400 австралийцев остаются в стране в рамках малых международных сил.

### Афганистан, с 2001
Вскоре после исламистской террористической операции в Нью-Йорке и Вашингтоне 11 сентября 2001 г. австралийские силы были включены в возглавляемую США коалицию по борьбе с терроризмом. Наиболее значимый вклад СОА под кодовым названием операция «Слиппер» являлся деятельностью специальных целевых групп, действовавших в Афганистане с 2001 по 2002 гг. и позднее, с середины 2005 г., против талибов. Со временем австралийское вмешательство выросло вместе с увеличением наземных сил в 2006 г. для обеспечения безопасности, восстановления и наставничества Афганской национальной армии. Также Австралией были предоставлены фрегат, самолёт-разведчик AP-3 Orion и три транспортных самолёта C-130 Hercules для международных операций в Персидском заливе и Индийском океане с 2001 г. и поддержки операций на территориях Афганистана и Ирака в рамках операции «Каталист». Отряд, состоящий из четырёх истребителей-бомбардировщиков F/A-18 Hornet, базировался в Диего-Гарсия с конца 2001 до середины 2002 г., а два заправочных самолёта Boeing 707 базировались в Манасе (Киргизия) для оказания поддержки коалиции в воздушном пространстве Афганистана, однако вскоре были сняты.
С 2011 г. скромные австралийские силы, численностью 1 550 человек, остаются в Афганистане и принимают участие в операции против повстанцев провинции Урузган совместно с США и другими коалиционными силами, включая голландские (выведены в августе). Силы состоят из моторизованной пехоты, сил специального назначения, инженеров, кавалерии, артиллерии и авиации. Они включают в себя общевойсковую боевую группу, размером с батальон, известную как Менторские целевые силы (англ. Mentoring Task Force) и Спецоперационные целевые силы (англ. Special Operations Task Group), обе из которых базируются на передовой базе Рипли (англ. Forward Operation Base Ripley) за пределами Тарин Ковт, а также Винтокрылую группу (англ. Rotary Wing Group) CH-47 Chinook, Силы логистики (англ. Force Logistics Asset) и радар Королевских ВВС Австралии, базирующийся в Кандагаре. Кроме того, дополнительно ещё 800 человек австралийского логистического персонала базируется на Ближнем Востоке для поддержки, но располагаются за пределами Афганистана. Отряды морского патруля и транспортные самолёты продолжают поддерживать операции в Ираке и Афганистане, базируясь за Аль-Михадской воздушной базой в Объединённых Арабских Эмиратах. Также был развёрнут один фрегат Королевских ВМС Австралии и направлен в Аравийское море и Аденский залив для борьбы с пиратством.
Австралийские силы были временами втянуты в жестокие сражения; наиболее значимые действия включают в себя операцию «Анаконда» (2002 г.), операцию «Перт» (2006 г.), битву при Хоре (2007 г.), битву при Каракак (2009 г.), наступление в Шах-Вали-Кот и битву при Дерапет (2010 г.); другие данные об операциях не публикуются по причине военной тайны. Потери включают в себя 26 убитых, включая австралийца, служившего в британской армии, и 179 раненых. Два австралийца были награждены Австралийским крестом Виктории впервые за 40 лет.

### Ирак, с 2003
Позднее австралийские войска присоединились к британским и американским во время вторжения коалиционных сил в Ирак в 2003 году. Первоначальный вклад был малым и состоял из 2 058 человек персонала, участвовавшего в операции «Фалконер». Основные элементы военной силы включали в себя силы специального назначения, авиации и военно-морские. Армейские единицы включали в себя Воздушный полк специального назначения и 4-й Батальон Королевского Австралийского полка, отряд винтокрылов CH-47 Chinook и ряд других специализированных подразделений. Части Королевских ВМС Австралии включали в себя HMAS Kanimbla (L 51) и фрегаты HMAS Darwin (FFG 04) и HMAS Anzac (FFH 150), а Королевские ВВС Австралии развернули 14 F/A-18 Hornet от 75-й эскадрильи, несколько AP3-C Orion и C-130 Hercules. Примечательно, что Австралийские силы специального назначения первыми пересекли границу Ирака, а через несколько дней наземные расчёты от Специального воздушного полка подошли вплотную к Багдаду. Во время вторжения Королевские ВВС Австралии впервые со времён Вьетнамской войны вылетели с боевой задачей и, являясь частью 75-й эскадрильи, в составе 350 самолётов сбросили 122 бомбы с лазерным наведением.

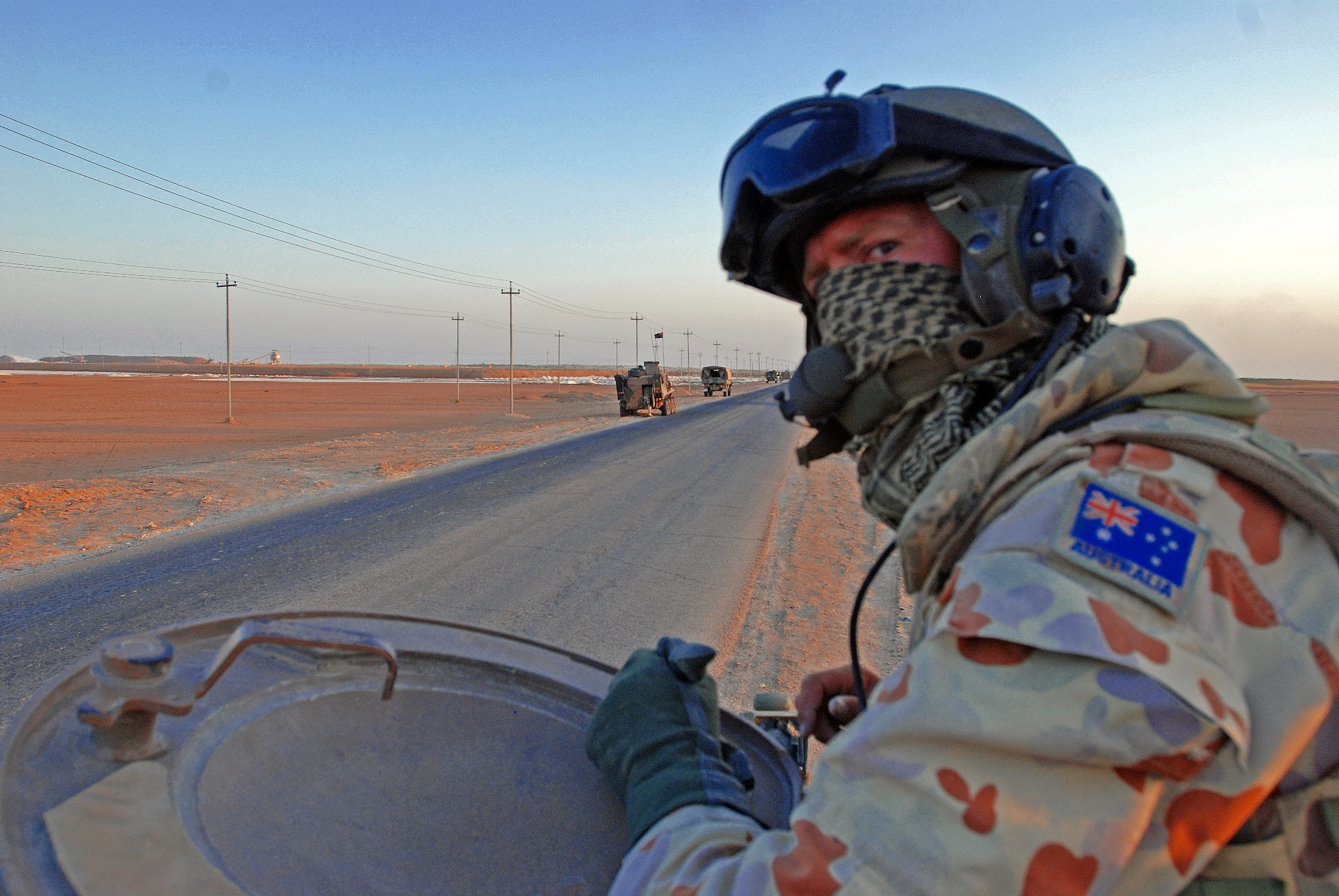
Австралийский кавалерийский скаут в Ираке, октябрь 2007 г.

Иракские войска показали, что не смогут победить коалиционные военные силы, и по их ликвидации Австралия вывела свои войска. Изначально Австралия не принимала участия в послевоенной оккупации Ирака, однако легковооружённая боевая группа Австралийской армии, имеющая название Аль-Мутаннская целевая группа и состоящая из 40 бронетранспортёров ASLAV и пехоты, позже развернулась на юге Ирака в апреле 2005 г. в рамках операции «Каталист». Ролью этих сил являлась защита японских инженерных групп в регионе и поддержка по военной подготовке солдат Иракской армии. Позже эта группа была переименована в Наблюдательную боевую группу (запад) (сокр. НБГ(3), от англ. Overwatch Battle Group (West), OBG(W)) после передачи под иракский контроль провинции Аль-Мутанна. Численность сил в мае 2007 г. достигла своего максимума и стала составлять 1 400 человек, включая в себя НБГ(3), Отряд охраны в Багдаде и Австралийскую тренировочную команду в Ираке. Фрегат Королевских ВМС Австралии базировался на севере Персидского залива, включая воздушные судна Королевских ВВС Австралии, состоявшие из боевых единиц C-130H Hercules и AP-3C. После избрания нового лейбористского правительства в лице премьер-министра Кевина Радда в конце 2007 г. основная часть этих сил была снята в середине 2009 г., в то время как операции Королевских ВМС и ВВС Австралии перенаправились в другие части Ближнего Востока в рамках операции «Слиппер».
Менее важные операции ещё не завершились, и австралийские силы в Ираке на данный момент составляют всего 80 человек, назначенных для защиты своего посольства в Багдаде в лице Охранного отряда Ирака, а также включая двух офицеров в рамках вспомогательной мисии ООН в Ираке. Более 17 000 австралийцев служило в ходе операций, проведённых в Ираке, и на сегодняшний день потерь практически нет, исключая двух человек, убитых в ходе инцидентов, и третьего, убитого во время несения службы в Королевских ВВС; 27 человек обслуживающего персонала были ранены.

## Миротворчество

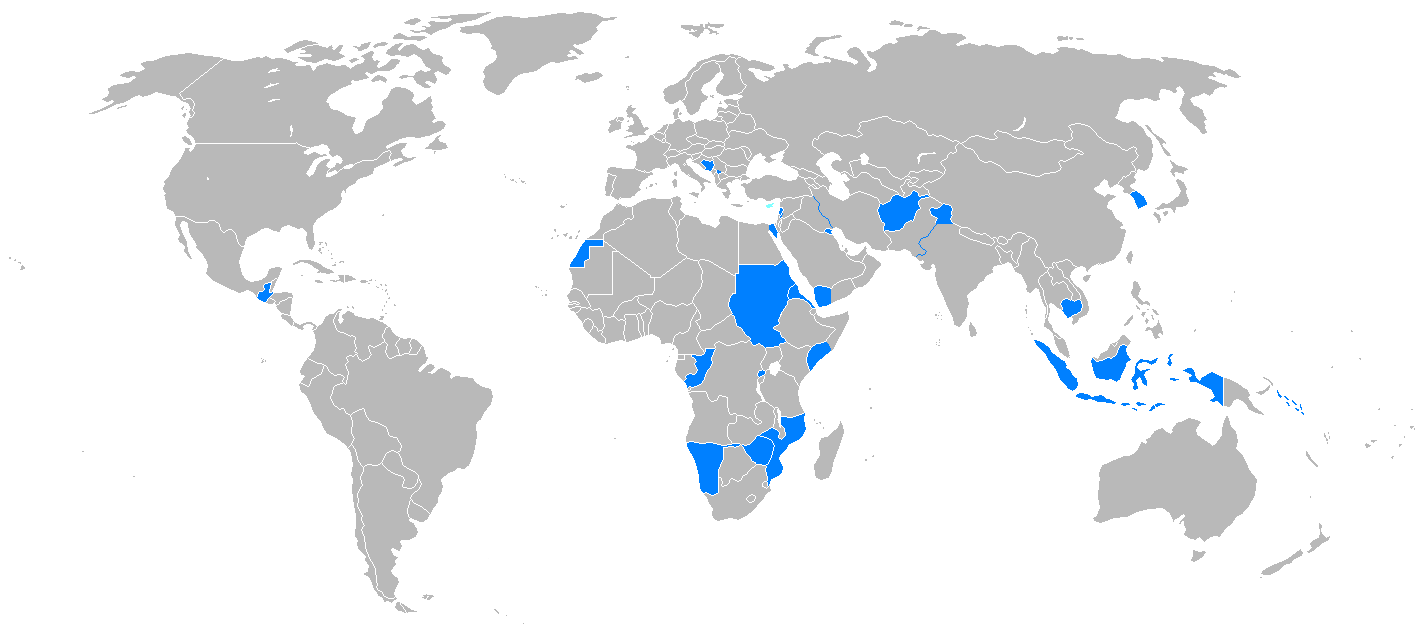
Места развёртываний австралийских миротворческих контингентов с 1945 г.

Участие Австралии в международных миротворческих операциях было разнообразным и включает в себя участие в двух миссиях ООН, а также нескольких коалиций. Австралийцы были вовлечены в конфликты, чаще всего действуя в рамках миротворческих миссий, нежели будучи захватчиками, однако «в соответствии с международными условиями, Австралия является умеренно энергичным миротворцем.» Однако Австралия проводила миротворческие миссии на протяжении 60 лет, будучи в числе первых военных наблюдателей от ООН в Индонезии в 1947 г., и отправляла, как правило, ограниченный, но высокотехнологичный и оснащённый должной военной техникой военный контингент или наблюдательные группы и полицию. Картина стала изменяться с середины 1990-х гг., в которых Австралия принимала участие в серии громких операций, разворачивая значительно бо́льшие военные контингенты в ходе миссий поддержки в Камбодже, Руанде, Сомали, а позднее в Восточном Тиморе и Соломоновых Островах. Австралия принимала участие почти в 100 отдельных миссиях, отправляя более чем 30 000 человек (из них погибло 10 человек).

## Военная статистика
| Конфликт                               | Дата      | Число участников | Число убитых | Число раненых | Число военнопленных                                                            | Примечания |
| -------------------------------------- | --------- | --- | ------------ | ------------- | ------------------------------------------------------------------------------ | ---------- |
| Новая Зеландия                         | 1860—1861 | Команда HMVS Victoria 2 500 в составе Уаикатских полков                                                                                                  | 1 <20        | — Неизвестно  | —                                                                              | [ 34 ]     |
| Судан                                  | 1885      | 770 в военном контингенте от НЮУ | 9            | 3             | —                                                                              | [ 34 ]     |
| Южная Африка                           | 1899—1902 | 16 463 в составе колониальных и Содружеских контингентов                                                                                                 | 589          | 538           | 100                                                                            | [ 34 ]     |
| Китай                                  | 1900—1901 | 560 от НЮУ, СА и Викторианских колониальных морских контингентов                                                                                         | 6            | Неизвестно    | —                                                                              | [ 34 ]     |
| Первая мировая война                   | 1914—1918 | 416 809 зачисленных в Австралийские Императорские силы 324 000 солдат Австралийских Императорских сил, служивших за границей 9 000 от ВМС Всего: 425 809 | 61 511       | 155 000       | 4 044 (397 умерли в плену)                                                     | [ 34 ]     |
| Гражданская война в России             | 1918—1919 | 100—150 от СРК и СРВС 48 от Данстерфорс Команда HMAS Swan                                                                                                | 10           | 40            | —                                                                              | [ 103 ]    |
| Вторая мировая война                   | 1939—1945 | 727 200 от 2-х АИС и ополчений 48 900 от ВМС 216 900 от ВВС Всего: 993 000                                                                               | 39 761       | 66 553        | 8 184 (против Германии и Италии) 22 376 (против Японии) (8 031 умерли в плену) | [ 34 ]     |
| Война в Малайе                         | 1948—1960 | 7 000 от армии | 39           | 20            | —                                                                              | [ 34 ]     |
| Корейская война                        | 1950—1953 | 10 657 от армии 4 507 от ВМС 2 000 от ВВС Всего: 17 164                                                                                                  | 340          | 1 216         | 29 (1 умер в плену)                                                            | [ 34 ]     |
| Индонезийско-малайзийская конфронтация | 1962—1966 | 3 500 от армии | 16           | 9             | —                                                                              | [ 34 ]     |
| Война во Вьетнаме                      | 1962—1973 | 42 700 от армии 2 825 от ВМС 4 443 от ВВС Всего: 49 968                                                                                                  | 521          | 2 398         | —                                                                              | [ 34 ]     |
| Война в Персидском заливе              | 1991      | 750 | —            | —             | —                                                                              | [ 34 ]     |
| Сомали                                 | 1992—1994 | 1 480 | 1            |               | —                                                                              |            |
| Восточный Тимор                        | с 1999    | | 2            |               | —                                                                              | [ 34 ]     |
| Афганистан                             | с 2001    | | 26           | 179           | —                                                                              | [ 181 ]    |
| Ирак                                   | с 2003    | 17 000 | 3            | 27            | —                                                                              | [ 34 ]     |
| Всего                                  | Всего     | Всего | 102,829      | 225,796       | 34,730                                                                         |            |

### Комментарии
1. ↑  Данные включают в себя только военные потери и не включают в себя тех людей, которые погибли на пограничных конфликтах. См. Coulthard-Clark, 1998, p. v.
2. ↑  Южная Африка была другой нацией, не осуществлявшей призыв на военную службу в ходе войны.
3. ↑  Такие действия были незаконными исходя из Акта об иностранной службе 1870 года — правительственного акта Британского парламента. Австралия не обладала аналогичным законом до принятия Акта о криминальных действиях (проникновение на территорию другого государства и набор в армию) 1978 года.
4. ↑  27 073 австралийца были убиты и 23 477 ранены в результате проведения военных действий со стороны противника; если эти данные сложить с небоевыми потерями, то они составят 39 767 убитых и ещё 66 553 раненых человек. См. также:
Australian War Casualties (англ.). Australian War Memorial (15 декабря 2005). Дата обращения: 22 февраля 2011. Архивировано 2 июля 2009 года.
5. ↑  Существовало множество планов, которые не никогда не выполнялись в полном объёме. Например: план Спилликин, план Гемли, план Шолстон (переименован в Мэйсон), план Аддингтон и план Алсорп. Эти планы были разработаны исходя от различного военного контингента, который включал в себя использование большого воздушного пространства Австралии, земель и морской местности в Стратегическом резерве, располагающиеся в Баттерворсе бомбардировщики, а также вмешательство в воздушное пространство Малайзии от индонезийских атак, воздушные атаки на индонезийские базы австралийскими самолётами, взлетевших с аэродромов с австралийских баз и даже использование ресурсов в городе Дарвин. См. Dennis и Grey, 1996, p. 196